# Pesa Swing
Pesa Swing – jednoprzestrzenny, jedno- lub dwukierunkowy, niskopodłogowy, wieloczłonowy tramwaj przegubowy produkowany od 2010 przez zakłady Pesa w Bydgoszczy. Wyprodukowanych łącznie zostało ponad 400 tramwajów. Tramwaje z tej rodziny są eksploatowane w Bułgarii (Sofia), Polsce (Bydgoszcz, Gdańsk, Łódź, Szczecin, Toruń i Warszawa), Rumunii (Jassy i Kluż-Napoka), Rosji (Królewiec) i na Węgrzech (Segedyn).

## Historia

### Geneza
Rodzina Swing powstała na bazie doświadczeń przy konstrukcji i eksploatacji tramwajów rodziny Tramicus, budowanych w latach 2006–2008. Projekt pierwszego tramwaju nowej rodziny (120Na) powstał na potrzeby zamówienia dla Warszawy. Warszawskiego Swinga od poprzednika, 120N Tramicus eksploatowanego w stolicy od 2007, różnią m.in. mniejsza długość, nowa konstrukcja wózków, usprawnienie systemu sterowania, rozbudowany system informacji pasażerskiej, a także zmodyfikowany wygląd zewnętrzny i nowe rozplanowanie wnętrza. Autorem sylwetki pojazdów jest projektant Bartosz Piotrowski.

### Zamówienia
- 29 maja 2009 – podpisanie umowy na dostawę 186 tramwajów typu 120Na dla Warszawy[10],
- 9 września 2009 – podpisanie umowy na dostawę 35 tramwajów typu 120NaG dla Gdańska[11],
- 22 października 2009 – podpisanie umowy na dostawę 9 tramwajów typu 120Nb dla Segedynu (Węgry)[12],
- 22 lipca 2010 – podpisanie umowy na dostawę 6 tramwajów typu 120NaS dla Szczecina[13],
- 22 marca 2011 – podpisanie czteroletniej ramowej umowy na dostawę 15 tramwajów dla Bydgoszczy[14]:
  - 7 sierpnia 2014 – podpisanie umowy wykonawczej na dostawę 12 tramwajów typu 122NaB[15],
- 27 marca 2012 – podpisanie umowy ramowej na dostawę do 12 tramwajów typu 120NaR dla Kluż-Napoka (Rumunia)[16][17],
- 2012 – podpisanie umowy na dostawę co najmniej 1 tramwaju typu 121NaK dla Królewca (Rosja)[18],
- 25 października 2012 – podpisanie umowy na dostawę 22 tramwajów typu 120NaS2 dla Szczecina[19],
- 21 czerwca 2013 – podpisanie umowy na dostawę 20 tramwajów typu 122NaSF dla Sofii (Bułgaria)[20],
- 18 grudnia 2013 – podpisanie umowy na dostawę 12 tramwajów (6 typu 121NbT i 6 typu 122NbT) dla Torunia[21],
- 30 grudnia 2014 – podpisanie umowy na dostawę 22 tramwajów typu 122NaL dla Łodzi[22][23],
- 8 kwietnia 2015 – podpisanie umowy na dostawę 5 tramwajów typu 122NbTDuo dla Torunia[24][25],
- 27 stycznia 2016 – podpisanie umowy na dostawę 5 tramwajów typu 122NaSF dla Sofii (Bułgaria)[26],
- 23 marca 2017 – podpisanie umowy na dostawę 18 tramwajów dla Bydgoszczy[27],
- 3 kwietnia 2017 – podpisanie umowy na dostawę 12 tramwajów dla Łodzi[28],
- 5 grudnia 2017 – podpisanie umowy na dostawę 3 tramwajów dla Bydgoszczy[29],
- 29 stycznia 2019 – podpisanie umowy na dostawę 13 tramwajów typu 122NaSF2 dla Sofii[30],
- czerwiec 2020 – podpisanie umowy na dostawę 16 tramwajów 122NaJ dla Jassów (Rumunia)[31],
- 21 lipca 2020 – podpisanie umowy na dostawę 5 tramwajów dla Torunia[32],
- 18 listopada 2021 – podpisanie umowy na dostawę 25 tramwajów dla Sofii[33],
- 26 lipca 2022 – podpisanie umowy na dostawę 10 tramwajów dla Bydgoszczy[34].
- styczeń 2023 – rozszerzenie umowy o dostawę kolejnych 11 tramwajów dla Bydgoszczy[35],
- 30 marca 2023 – rozszerzenie umowy o dostawę kolejnych 19 tramwajów dla Bydgoszczy[36],
- 8 sierpnia 2024 – podpisanie umowy ramowej na dostawę 20 tramwajów dla Torunia[37],
- 28 sierpnia 2024 – podpisanie umowy na dostawę 4 tramwajów dla Torunia[38].

### Nazwy typów
Tramwaje Swing oznaczane są jako kolejne odmiany produkcyjne typów 120N, 121N i 122N należących do rodziny Tramicus: 120Na, 120Nb, 121Na, 121Nb, 122Na i 122Nb, które czasem posiadają jeszcze 3. literę identyfikującą zamówienie – np. 121NbT czy 122NaL.

### Prezentacje promocyjne

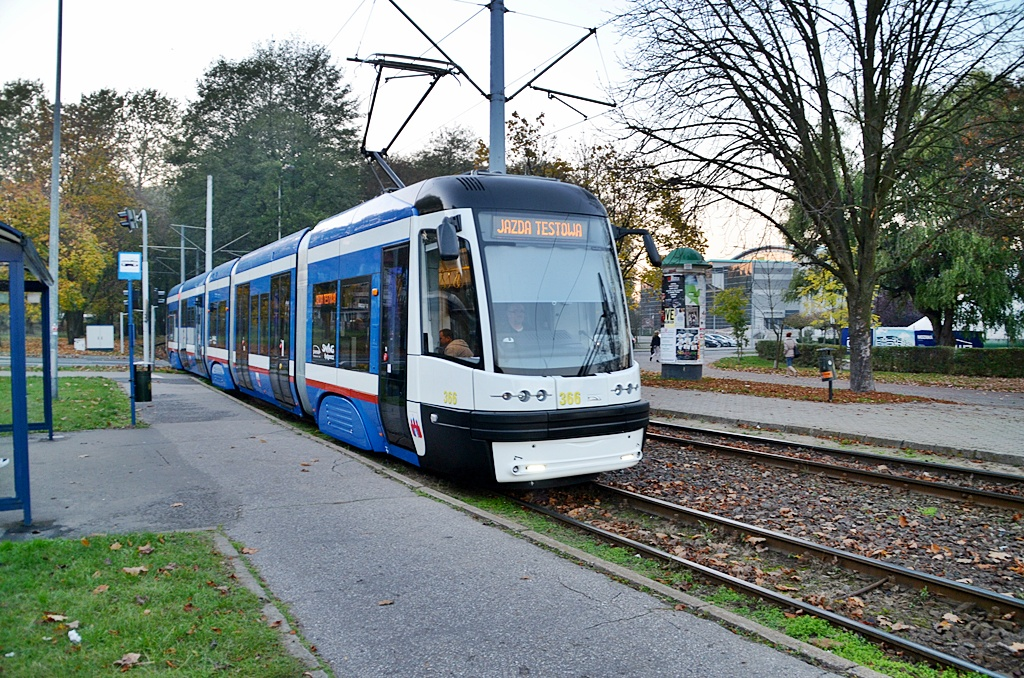
Swing podczas jazd promocyjnych w Bydgoszczy

Jeden z tramwajów Swing dla Warszawy był prezentowany na targach InnoTrans 2010 w Berlinie. 7 października 2012 w Królewcu podczas wystawy taboru komunikacji miejskiej zaprezentowano skróconego do 3 członów warszawskiego Swinga.
12 lutego 2015 swing, który wcześniej odbywał jazdy promocyjne w Bydgoszczy, rozpoczął miesięczne testy w Grudziądzu na linii nr 3 dworzec kolejowy – Rządz.

### Następca
W czerwcu 2014 Pesa rozpoczęła dostawy do Warszawy nowego modelu tramwajów – Jazz. W odróżnieniu od Swinga ma on całkowicie płaską podłogę, co jest możliwe dzięki zastosowaniu bezosiowych wózków.

## Konstrukcja

### Charakterystyka rodziny

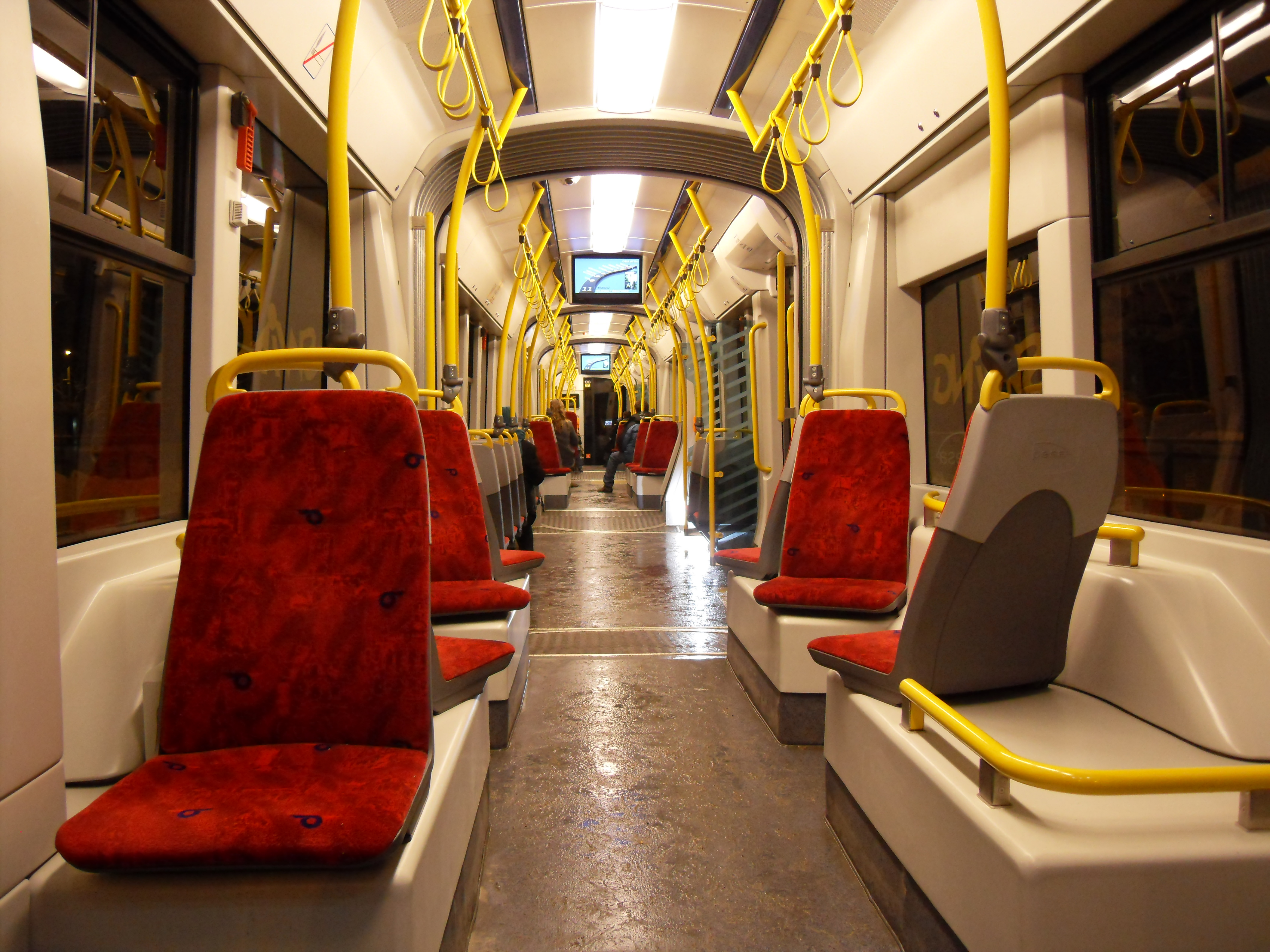
Wnętrze gdańskiego swinga

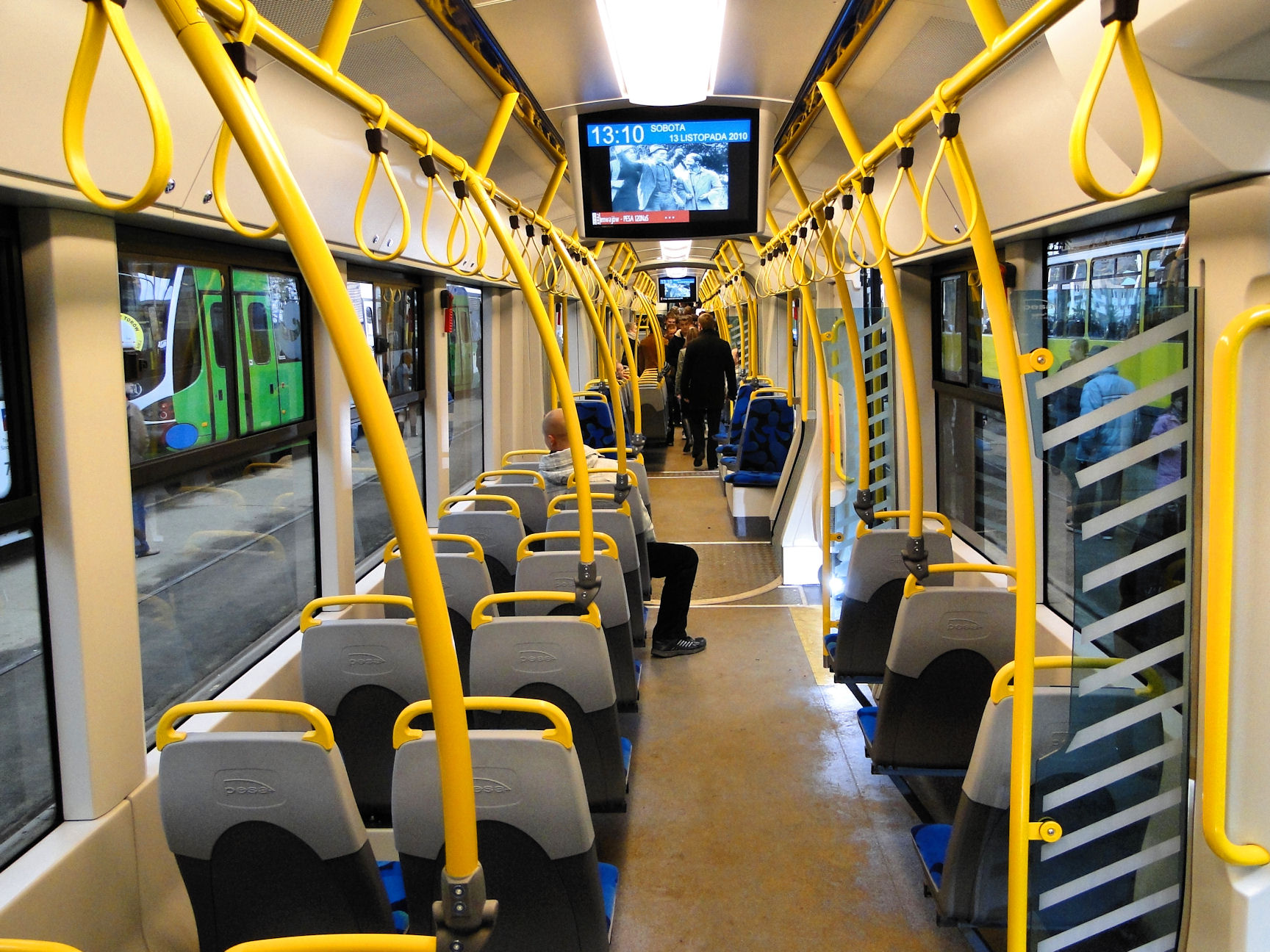
Wnętrze szczecińskiego swinga

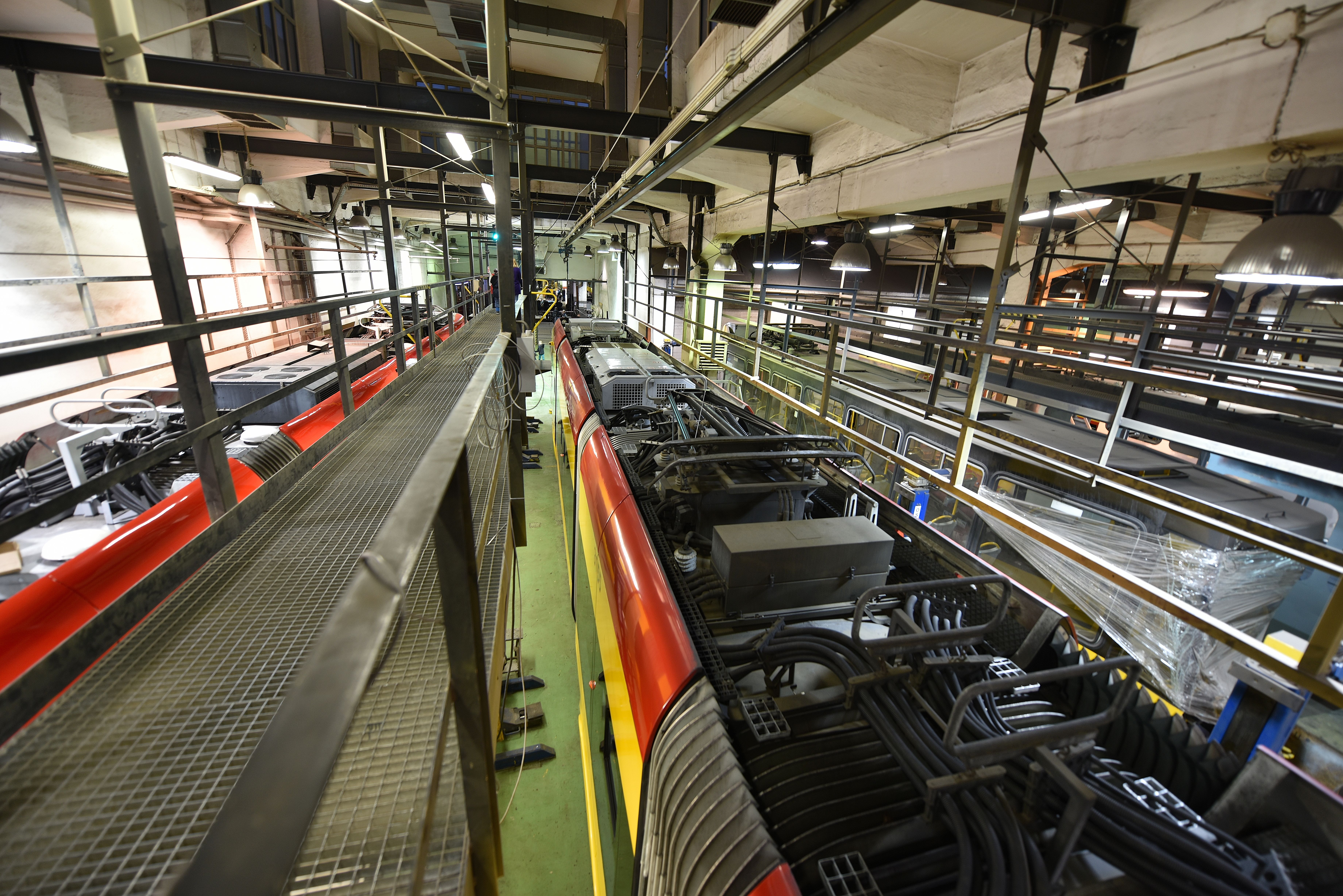
Dach warszawskiego swinga

Swingi to tramwaje jednoprzestrzenne, całkowicie niskopodłogowe. Wyprodukowane wersje są normalnotorowe lub wąskotorowe, trój- lub pięcioczłonowe, jedno- lub dwukierunkowe. Producent przewiduje także możliwość budowy tramwajów siedmioczłonowych (dla ok. 281 pasażerów) oraz przystosowanych do rozstawu szyn 1524 mm.
Tramwaje rodziny Swing są przystosowane do podróżowania osób na wózkach inwalidzkich. Dostęp do tramwaju, także wózkiem dziecięcym, umożliwia wysuwana automatycznie bądź ręcznie rampa. Tramwaje dostosowane są do współpracy z systemem diagnostyki on-line.
Swingi są wyposażone w falownikowy układ napędowy z 4 asynchronicznymi silnikami o mocy 105 kW każdy, umożliwiający hamowanie elektrodynamiczne z rekuperacją energii. Falowniki (oparte na tranzystorach IGBT) i przetwornice instalowane są na dachu pojazdu. Na życzenie zamawiającego producent może zamontować zasobniki na odzyskiwaną energię elektryczną. Przy braku zasilania zewnętrznego tramwaj może przejechać kilkadziesiąt metrów przy wykorzystaniu energii zgromadzonej w bateriach. Tramwaje wyposażone są w 2 przetwornice statyczne o mocy 30 kW każda. Zawieszenie tramwaju ma dwa stopnie usprężynowania.
Konstrukcja Swingów wytrzymuje ściskanie siłą 400 kN i spełnia wymagania normy zderzeniowej EN-15227.

#### Wnętrze
Wyposażenie wnętrza i układ siedzeń dostosowane są do wymagań zamawiającego. Fotele mogą być ułożone w 2 kolumnach tak jak w 120Na lub w 3 kolumnach tak jak w 120NaS. Wnętrze może być wyposażone w klimatyzację (kabiny motorniczego lub przestrzeni pasażerskiej), monitoring, automaty biletowe, system informacji pasażerskiej z możliwością emisji reklam, sieć wi-fi czy system zliczania pasażerów.

#### Osłony wózków
W porównaniu z rodziną Tramicus, Swingi mają większe osłony wózków (sięgają niżej), aby tłumić hałasy powstające w obrębie wózków. Osłony te wystają poza obrys pudła, co powodowało obrywanie się osłon przy przejazdach po zaśnieżonych torowiskach w Warszawie i Gdańsku. Przy produkcji warszawskich Swingów od 51. egzemplarza montowane były wzmocnione osłony wózków, a we wcześniejszych producent zobowiązał się wymienić osłony na nowe.

### Wersje
| Typ           | Liczba członów | Długość | Szerokość pudła | Rozstaw szyn | Miejsca siedzące | Właściwości |                                    |
| ------------- | -------------- | ------- | --------------- | ------------ | ---------------- | --- | ---------------------------------- |
| 120Na         | 5              | 30,12 m | 2,35 m          | 1435 mm      | 40+4             | klimatyzacja przestrzeni pasażerskiej · przewóz osób na wózkach · monitoring · automaty biletowe                                          | [ 1 ] [ 3 ] [ 56 ]                 |
| 120NaDuo      | 5              | 30,12 m |                 | 1435 mm      | 28+4             | pojazd dwukierunkowy · klimatyzacja przestrzeni pasażerskiej · przewóz osób na wózkach · monitoring · automaty biletowe                   | [ 5 ] [ 57 ] [ 58 ]                |
| 120NaG        | 5              | 30,12 m | 2,35 m          | 1435 mm      | 40+4             | klimatyzacja przestrzeni pasażerskiej · przewóz osób na wózkach · monitoring                                                              | [ 1 ] [ 59 ]                       |
| 120NaR        | 5              |         |                 | 1435 mm      | 40 lub 44        | klimatyzacja przestrzeni pasażerskiej · Internet bezprzewodowy                                                                            | [ 16 ] [ 52 ] [ 17 ] [ 60 ]        |
| 120NaS        | 5              | 31,82 m | 2,35 m          | 1435 mm      | 61               | klimatyzacja przestrzeni pasażerskiej · przewóz osób na wózkach · monitoring                                                              | [ 2 ]                              |
| 120NaS2       | 5              | 30,12 m |                 | 1435 mm      | 40+4             | klimatyzacja przestrzeni pasażerskiej · przewóz osób na wózkach · monitoring · automaty biletowe · Internet bezprzewodowy                 | [ 61 ] [ 62 ]                      |
| 120Nb         | 5              | 30,12 m | 2,35 m          | 1435 mm      | 42+4             | klimatyzacja przestrzeni pasażerskiej · przewóz osób na wózkach · monitoring                                                              | [ 1 ]                              |
| 121NaB        | 3              | >19 m   | 2,35 m          | 1000 mm      | 25               | klimatyzacja przestrzeni pasażerskiej · przewóz osób na wózkach · monitoring · automaty biletowe · Internet bezprzewodowy · ładowarki USB | [ 27 ] [ 63 ] [ 64 ] [ 65 ] [ 66 ] |
| 121NaK        | 3              | 19,35 m |                 | 1000 mm      | 23+4             | klimatyzacja przestrzeni pasażerskiej · przewóz osób na wózkach · Internet bezprzewodowy                                                  | [ 6 ] [ 43 ] [ 67 ]                |
| 121NbT        | 3              | 19,37 m | 2,35 m          | 1000 mm      | 25               | klimatyzacja przestrzeni pasażerskiej · przewóz osób na wózkach · monitoring · automaty biletowe · Internet bezprzewodowy                 | [ 21 ]                             |
| 122NaB        | 5              | 30,12 m | 2,35 m          | 1000 mm      | 40               | klimatyzacja przestrzeni pasażerskiej · przewóz osób na wózkach · monitoring · automaty biletowe · Internet bezprzewodowy                 | [ 15 ] [ 68 ] [ 69 ]               |
| 122NaJ        | 5              | 30,50 m | 2,4 m           | 1000 mm      | 58               | klimatyzacja przestrzeni pasażerskiej · monitoring · automaty biletowe                                                                    | [ 31 ] [ 70 ]                      |
| Bydgoszcz 2   | 5              | 30,12 m | 2,35 m          | 1000 mm      | 53               | klimatyzacja przestrzeni pasażerskiej · przewóz osób na wózkach · monitoring · automaty biletowe · Internet bezprzewodowy · ładowarki USB | [ 71 ] [ 63 ] [ 64 ]               |
| 122NaL (2015) | 5              | 30,50 m | 2,4 m           | 1000 mm      | 40               | klimatyzacja przestrzeni pasażerskiej · przewóz osób na wózkach · monitoring · automaty biletowe                                          | [ 22 ]                             |
| 122NaL (2018) | 5              | 30,50 m | 2,4 m           | 1000 mm      | 44+6             | klimatyzacja przestrzeni pasażerskiej · przewóz osób na wózkach · monitoring · automaty biletowe · przewóz rowerów                        | [ 28 ] [ 72 ] [ 73 ]               |
| 122NaSF       | 5              | 30,12 m | 2,3 m           | 1009 mm      | 41               | klimatyzacja przestrzeni pasażerskiej · przewóz osób na wózkach · monitoring                                                              | [ 20 ] [ 74 ] [ 75 ]               |
| 122NaSF2      | 5              | ~30 m   | 2,3 m           | 1009 mm      | 41               | klimatyzacja przestrzeni pasażerskiej · przewóz osób na wózkach                                                                           | [ 76 ]                             |
| 122NbT        | 5              | 30,12 m | 2,35 m          | 1000 mm      | 40               | klimatyzacja przestrzeni pasażerskiej · przewóz osób na wózkach · monitoring · automaty biletowe · Internet bezprzewodowy                 | [ 21 ]                             |
| 122NbTDuo     | 5              | ~30 m   | 2,35 m          | 1000 mm      | 28               | pojazd dwukierunkowy · klimatyzacja przestrzeni pasażerskiej · monitoring · automaty biletowe                                             | [ 24 ] [ 77 ]                      |

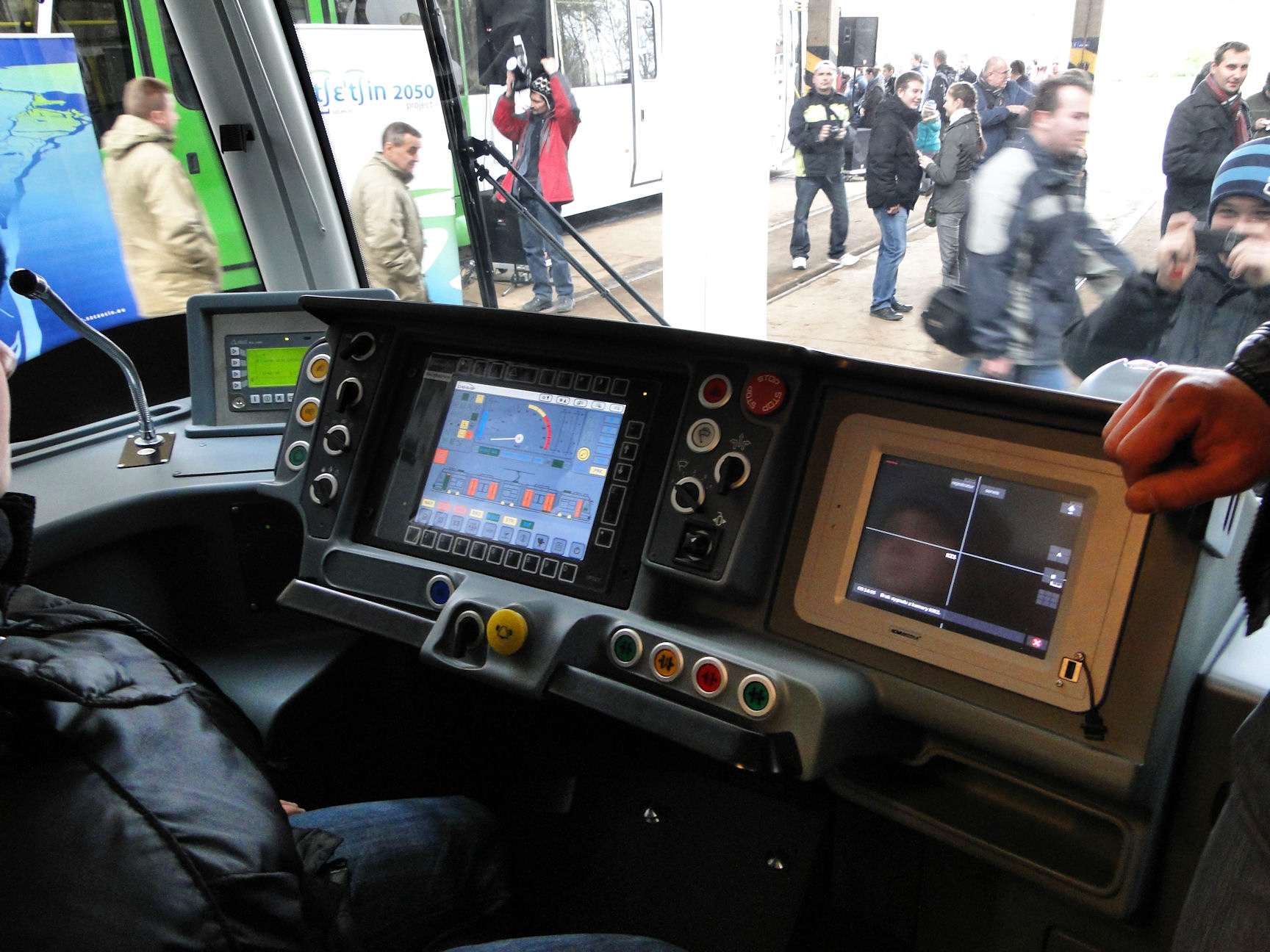
Kabina motorniczego

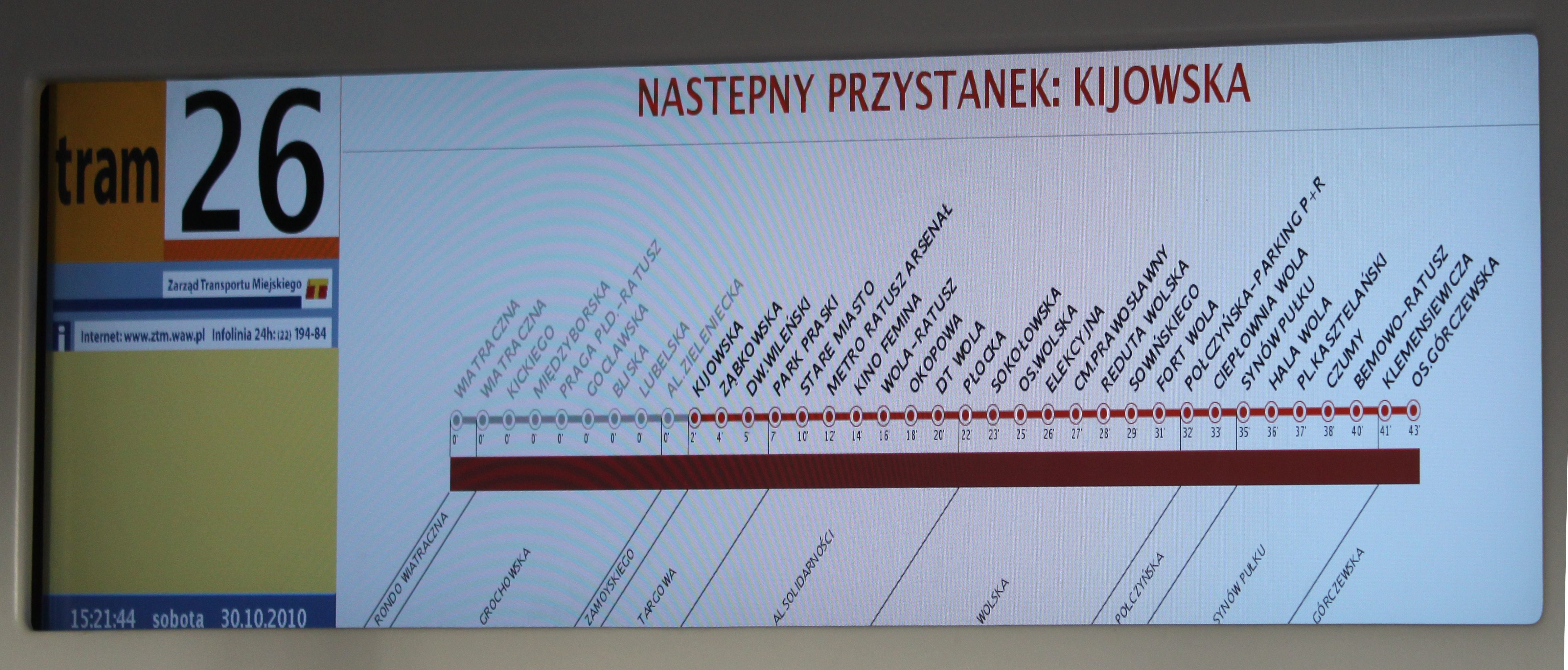
System informacji pasażerskiej

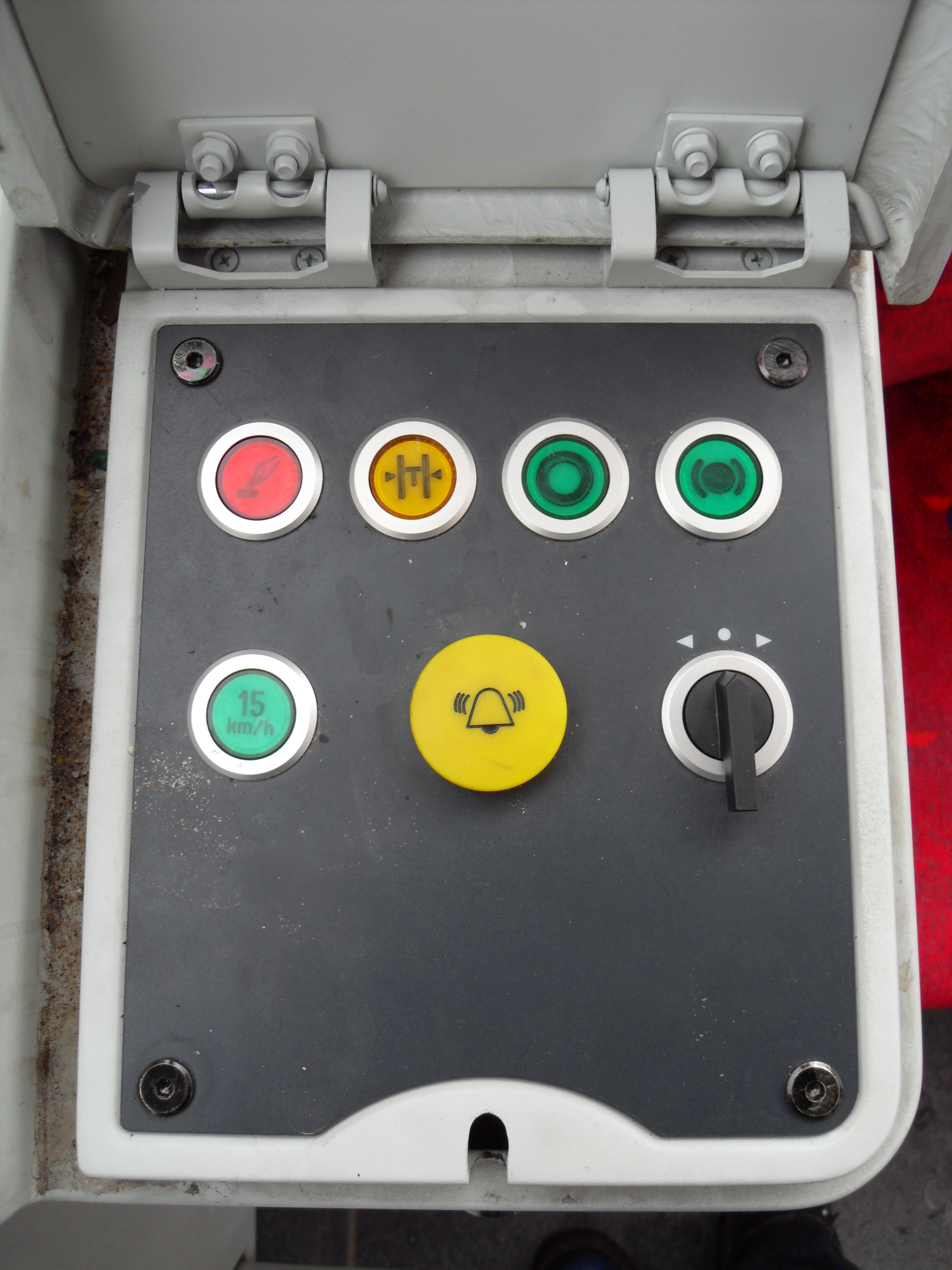
Panel sterowania jazdą do tyłu

Pierwsza wersja Swinga (120Na dla Warszawy) jest 5-członowa, jednokierunkowa i długości 30,12 m. Powstało kilka odmian różniących się w różnych aspektach od pierwowzoru. Największe różnice pojawiły się w wersjach:
- 120Nb mającej inny kształt pudła (brak wcięcia w dolnej części, tzw. skosów)[78],
- 120NaS, która jest dłuższa od 120Na – jej długość (bez sprzęgów) wynosi 31,82 metra. Ma więcej miejsc siedzących – 61[2][79],
- 121NaK mającej jedynie 3 człony oraz dostosowanej do 1000 mm rozstawu szyn[80],
- 120NaDuo będącej tramwajem dwukierunkowym i dwustronnym, co pociągnęło za sobą zmniejszenie liczby miejsc siedzących do 28[57][81],
- 122NbT mającej zmniejszone skosy oraz nowy kształt czoła zbliżony do pierwotnego projektu Jazza dla Warszawy[82][21].

### Podzespoły
| Rodzaj              | Producent       | Typ                                                  | Zastosowanie | Zastosowanie | Zastosowanie | Zastosowanie | Zastosowanie |
| Rodzaj              | Producent       | Typ                                                  | 120Na        | 120NaR       | 120NaG       | 120NaS       | 120Nb        |
| ------------------- | --------------- | ---------------------------------------------------- | ------------ | ------------ | ------------ | ------------ | ------------ |
| Falownik            | Medcom          | FT106-600                                            | Tak          | ?            | Tak          | ?            | ?            |
| Silnik trakcyjny    | VEM Sachsenwerk | DKCBZ 0211-04                                        | Tak          | Tak          | Tak          | Tak          | Nie          |
| Silnik trakcyjny    | VEM Sachsenwerk | DKCBZ 0211-04A                                       | Nie          | Nie          | Nie          | Nie          | Tak          |
| Przekładnia osiowa  | Voith           | KSH-217                                              | Tak          | ?            | Tak          | Tak          | ?            |
| System hamulcowy    | Knorr-Bremse    | 1. hamulce aktywne 2. hamulce pasywne 3. piasecznice | Tak (1,2,3)  | ?            | Tak (2,3)    | ?            | Tak (2,3)    |
| Odbierak prądu      | Stemmann        | Fb 700                                               | Tak          | ?            | ?            | ?            | ?            |
| Rejestrator cyfrowy | ATM Awionika    | ATM-RPS4W                                            | Tak          | ?            | Tak          | Tak          | Tak          |
| Rejestrator cyfrowy |                 | ?                                                    | Nie          | ?            | Tak          | ?            | ?            |
| Mechanizmy drzwiowe | Knorr-Bremse    |                                                      | Tak          | ?            | Tak          | ?            | Tak          |

1. ↑  Dokładnie: system rejestracji wszystkich parametrów pracy tramwaju i diagnostyki on-line.

## Eksploatacja
| Państwo        | Miasto         | Typ            | Lata dostaw     | Liczba    | Źródło                         |
| -------------- | -------------- | -------------- | --------------- | --------- | ------------------------------ |
| Bułgaria       | Sofia          | 122NaSF        | 2013–2014, 2016 | 25        | [ 88 ] [ 26 ] [ 89 ]           |
| Bułgaria       | Sofia          | 122NaSF2       | 2019–2020       | 13        | [ 30 ] [ 90 ] [ 91 ]           |
| Bułgaria       | Sofia          | 122NaSF2-3     | 2022–2023       | 29        | [ 33 ] [ 92 ] [ 93 ]           |
| Polska         | Warszawa       | 120Na          | 2010–2013       | 180       | [ 94 ]                         |
| Polska         | Warszawa       | 120NaDuo       | 2012            | 6         | [ 94 ]                         |
| Polska         | Gdańsk         | 120NaG         | 2010–2011       | 35        | [ 94 ]                         |
| Polska         | Szczecin       | 120NaS         | 2010–2011       | 6         | [ 94 ]                         |
| Polska         | Szczecin       | 120NaS2        | 2013–2014       | 22        | [ 94 ]                         |
| Polska         | Bydgoszcz      | 122NaB         | 2015–2016       | 12        | [ 21 ] [ 95 ] [ 96 ]           |
| Polska         | Bydgoszcz      | 122NaB-10      | 2018–?          | 15        | [ 27 ] [ 97 ]                  |
| Polska         | Bydgoszcz      | 121NaB         | 2017–2018       | 6         | [ 27 ] [ 98 ] [ 66 ]           |
| Polska         | Bydgoszcz      | 121NaB-10      | 2023–2025       | 6         | [ 36 ] [ 99 ] [ 100 ]          |
| Polska         | Bydgoszcz      | 122NaB-20      | 2023–2025       | 34 z 35   | [ 99 ] [ 101 ] [ 100 ] [ 102 ] |
| Polska         | Toruń          | 121NbT         | 2015            | 6         | [ 21 ]                         |
| Polska         | Toruń          | 122NbT         | 2014–2015       | 6         | [ 21 ]                         |
| Polska         | Toruń          | 122NbTDuo      | 2015            | 5         | [ 103 ] [ 104 ] [ 25 ]         |
| Polska         | Toruń          |                | 2021–2022       | 5         | [ 105 ] [ 106 ] [ 107 ]        |
| Polska         | Toruń          |                |                 | 0 z 4     | [ 38 ]                         |
| Polska         | Łódź           | 122NaL         | 2015–2016       | 22        | [ 41 ]                         |
| Polska         | Łódź           | 122NaL-10      | 2018            | 12        | [ 108 ] [ 109 ] [ 110 ]        |
| Rumunia        | Kluż-Napoka    | 120NaR         | 2012            | 4         | [ 111 ] [ 17 ]                 |
| Rumunia        | Jassy          | 122NaJ         | 2021            | 16        | [ 112 ] [ 31 ] [ 113 ] [ 114 ] |
| Rosja          | Królewiec      | 121NaK         | 2012            | 1         | [ 40 ]                         |
| Węgry          | Segedyn        | 120Nb          | 2011–2012       | 9         | [ 39 ]                         |
| Łączna liczba: | Łączna liczba: | Łączna liczba: | Łączna liczba:  | 475 z 480 |                                |

### Warszawa

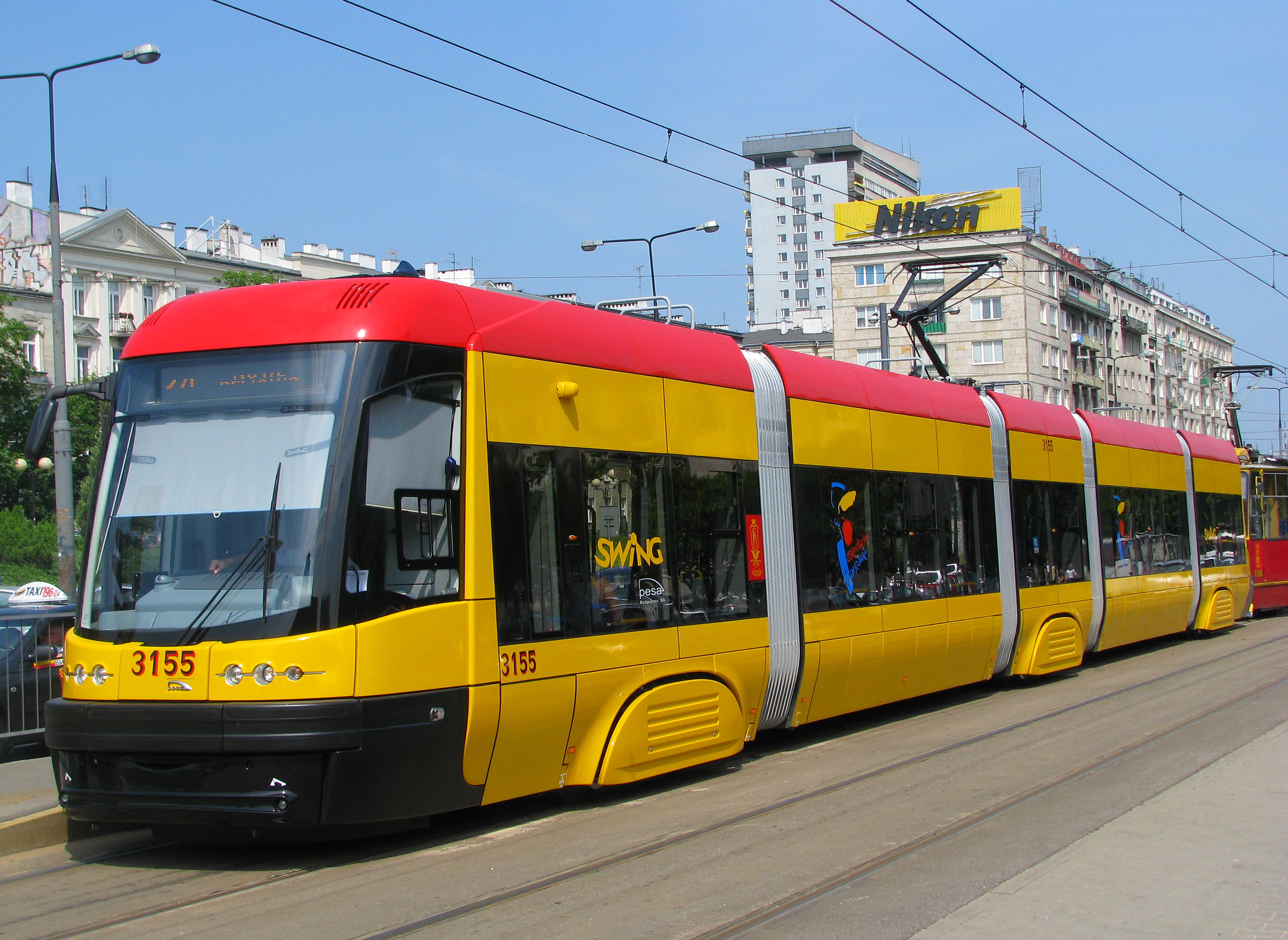
120Na

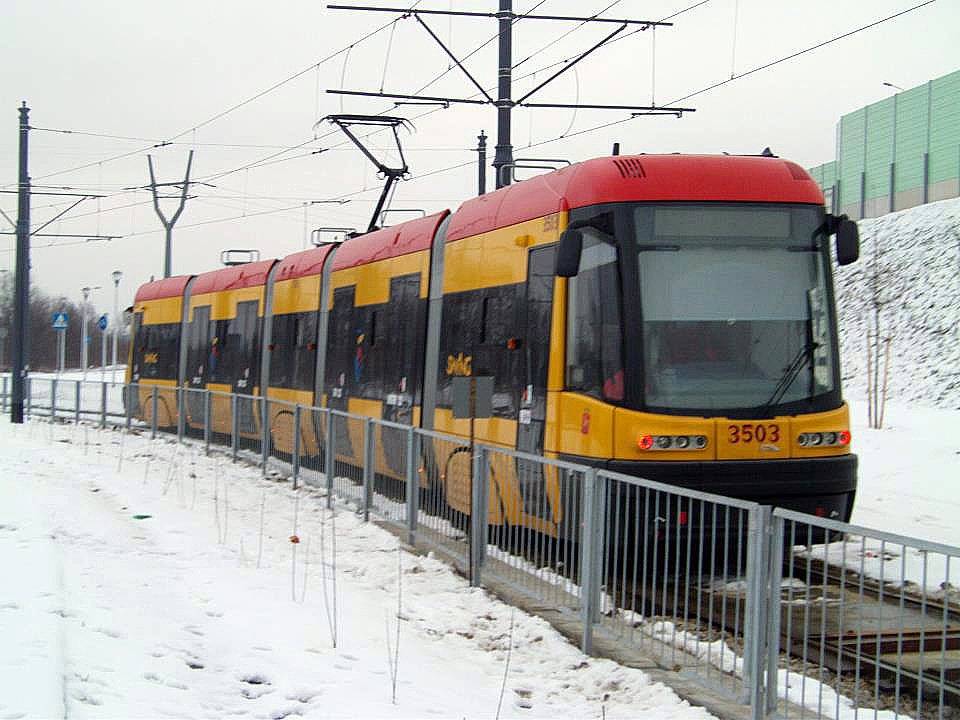
120NaDuo

Pierwsze zamówienie na tramwaje Pesa Swing zostało złożone przez Tramwaje Warszawskie 29 maja 2009 i przewidywało zakup 186 sztuk typu 120Na. Dostawy zaplanowano na okres 2010–2013.
Zamówione tramwaje zostały podzielone między kilka projektów realizowanych w Warszawie, do których miasto ubiegało się o współfinansowanie ze środków Unii Europejskiej:
- Modernizacja trasy tramwajowej w ciągu ulic: pętla Piaski – Broniewskiego – Popiełuszki – al. Jana Pawła II – al. Niepodległości – Rakowiecka – pętla Kielecka (25 tramwajów),
- Rozbudowa trasy Bemowo – Kasprzaka – budowa linii na Powstańców Śląskich (10 tramwajów),
- Modernizacja trasy tramwajowej W-Z: odcinek Cmentarz Wolski – Dworzec Wileński (30 tramwajów),
- Modernizacja trasy tramwajowej Dw. Wileński – Stadion Narodowy – Rondo Waszyngtona (30 tramwajów),
- Dostosowanie taboru Tramwajów Warszawskich do potrzeb osób niepełnosprawnych (60 tramwajów),
- Trasa na Tarchomin (31 tramwajów)[116][117].

Koszt zakupu 186 sztuk wynosił około 1,5 mld zł, co dawało koszt jednostkowy na poziomie około 8 064 516 zł.
Pierwszy tramwaj został zaprezentowany w drugim tygodniu maja 2010 w Bydgoszczy, 19 maja przywieziono go do Warszawy (do zajezdni Wola), a 12 czerwca w zajezdni Mokotów uroczyście przekazano go do ruchu.
Setnego Swinga dostarczono 19 lutego 2012.
Na początku 2012 podpisano aneks do zamówienia mówiący, że 6 z 31 Swingów zamawianych do obsługi trasy na Tarchomin ma powstać w wersji dwukierunkowej. Zmianę wprowadzono, aby umożliwić uruchomienie początkowej części tej nowej trasy, wobec problemów formalnych przedłużających jej dokończenie. Pierwszy Swing Duo dotarł do Warszawy 7 sierpnia 2012. Wszystkie dwukierunkowe Swingi przypisano do zajezdni Żoliborz. Po dostarczeniu wszystkich 6 sztuk i uzyskaniu ich homologacji, 15 października wprowadzono do ruchu liniowego pierwszego Swinga Duo. Na początku przeznaczono je do obsługi linii przewidujących zawracanie na pętlach. 21 stycznia 2013 skierowano je na nową trasę (linia nr 2) przez Most Marii Skłodowskiej-Curie wymagającą taboru dwukierunkowego. Swingi jeżdżą do przystanku Stare Świdry, w okolicy którego zamontowano rozjazd nakładowy, umożliwiający zmianę toru i powrót do przystanku Metro Młociny.
Sukcesywne włączanie do ruchu nowych Swingów pozwoliło wycofać wagony Konstal 13N. Ich uroczyste pożegnanie odbyło się 5 stycznia 2013. Ostatecznie dostawy 186 sztuk swingów pozwoliły zastąpić także dużą część 105Na.
W kolejnym zamówieniu na tramwaje dwukierunkowe dla Warszawy Pesa zaproponowała tramwaje z nowej rodziny Jazz, umowę na dostawę 45 takich tramwajów podpisano 21 marca 2013.
21 listopada 2013 roku dostarczono ostatniego Swinga do Warszawy.
W listopadzie 2018 Tramwaje Warszawskie podpisały z Mennicą Polską umowę na dostawę nowych biletomatów do wszystkich tramwajów TW.
Warszawskie 120Na otrzymały malowanie zbliżone do ostatecznie wybranego dla 120N Tramicus. Spośród dostarczonych swingów cztery pierwsze wyróżniają się brakiem czerwonego pasa nad kabiną motorniczego.

### Gdańsk

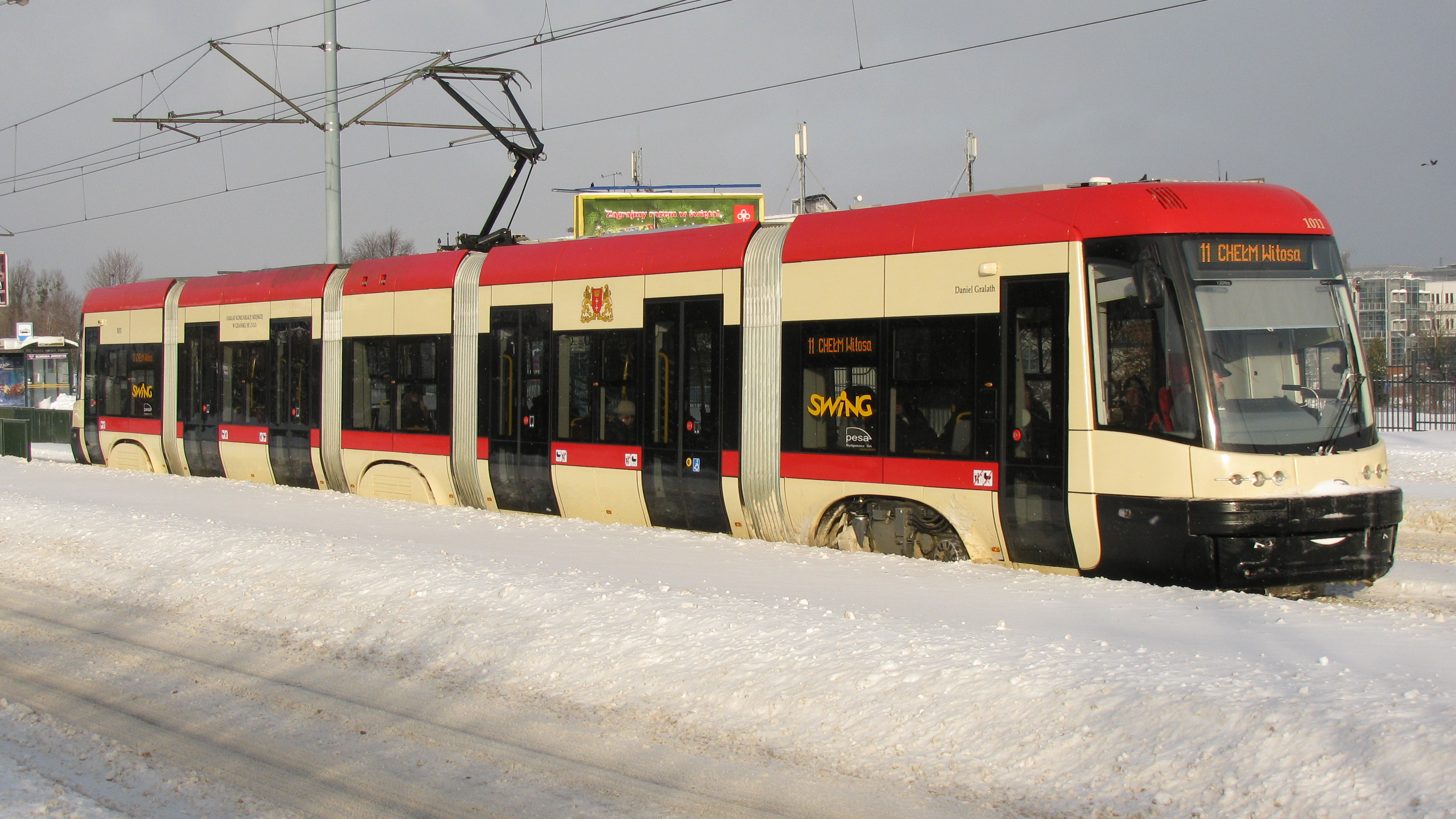
120NaG

Drugim zakładem, który zdecydował się na zakup tramwajów Pesa 120Na Swing, był ówczesny ZKM Gdańsk (od 2017 roku Gdańskie Autobusy i Tramwaje), który zamówił 35 wagonów. Wartość zamówienia wyniosła 305 520 696 zł brutto, z czego 37,5% kosztów zostało pokrytych z funduszy UE. Nowe tramwaje były dostarczane wraz z używanymi tramwajami Düwag N8C, które w wyniku modernizacji zostały nazwane N8C-NF. Wszystkie zostały przyjęte na stan zajezdni Wrzeszcz.
Pierwsza Pesa 120NaG została dostarczona w nocy z 19 na 20 września 2010, a wprowadzona do ruchu 2 października 2010. Rozpoczęcie eksploatacji nowych tramwajów odbyło się podczas festynu na pętli Chełm Witosa, gdzie zostały zaprezentowane również zabytkowe tramwaje Bergmann i Konstal N. Nowe tramwaje skierowano początkowo na linię 11. Dostawy tramwajów do Gdańska zakończyły się w grudniu 2011.
Zakup nowych tramwajów zakończył realizację GPKM IIIa (Gdański Projekt Komunikacji Miejskiej), w którym oprócz zakupu wagonów zmodernizowano torowiska na Dolnym Tarasie (Przymorze, Zaspa, Jelitkowo, Wrzeszcz, Nowy Port, Brzeźno) i Siedlcach oraz wybudowano linię w ciągu al. Witosa i Vaclava Havla.
Wszystkie egzemplarze otrzymały imiona gdańszczan, których władze miasta uznały za zasłużonych. Zdecydowano się na takich patronów, jak: Daniel Gralath, Władysław Czerny, Jan Heweliusz, Jan Uphagen, Gabriel Fahrenheit, Sat-Okh, Daniel Chodowiecki, Franciszek Mamuszka, Maurycy Ferber, Elżbieta Koopman Heweliusz, Eduard Friedrich von Conradi, Jeremiasz Falck, Filip Clüver, Adolf Butenandt, Gotfryd Lengnich, Hugo Conwentz, Bartłomiej Keckermann, Alf Liczmański, Krzysztof Klenczon, Maciej Płażyński, Anna Walentynowicz i Marian Seredyński. W sierpniu 2017 Adolf Butenandt przestał być patronem jednego z tramwajów.
Podczas mistrzostw Europy w piłce nożnej 2012 Swingi obsługiwały m.in. linię 60, która dowoziła kibiców z dworca głównego do pętli Kliniczna umożliwiającej dojście na stadion.
14 lipca 2016 podczas gwałtownych opadów deszczu we Wrzeszczu jeden ze swingów został zalany po linię okien i w rezultacie poważnie uszkodzony. Na jego naprawę ogłoszony został przetarg, jednakże nie było chętnych na wykonanie tej naprawy i ostatecznie ZKM zdecydował się na częściową naprawę we własnym zakresie, po czym ogłoszono kolejny przetarg na naprawę, który wygrała Pesa.

### Szczecin

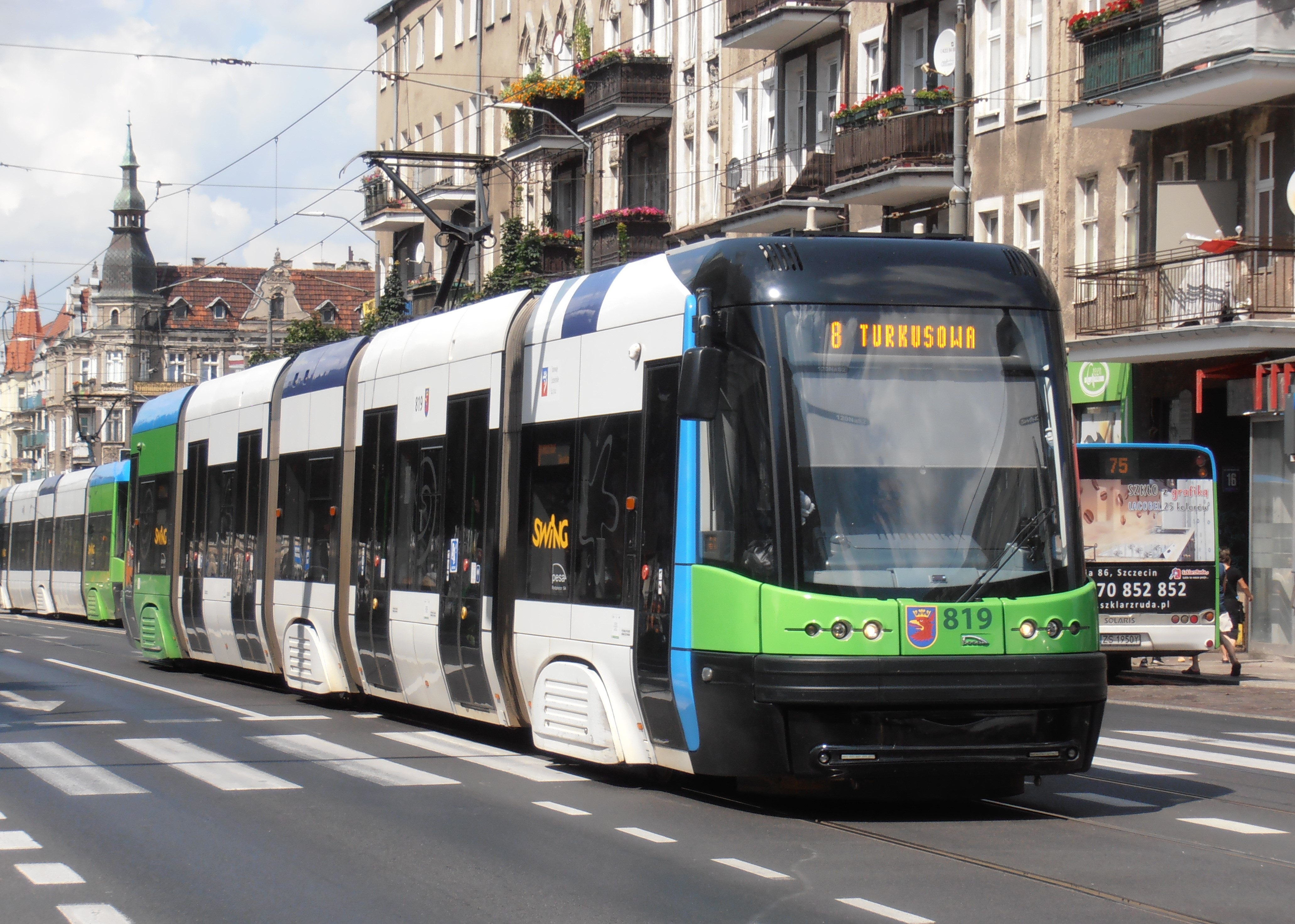
120NaS2

Kolejnym miastem, które zdecydowało się na model 120Na Swing, był Szczecin. Tramwaje Szczecińskie zakupiły sześć pojazdów. Dostawy trwały od listopada 2010 (pierwszy wagon przekazano Tramwajom Szczecińskim w zajezdni Pogodno 13 listopada) do początku marca 2011. Kupno i przywiezienie Swingów zbiegło się w czasie z pierwszą turą wyborów samorządowych. W pierwszym kursie z pasażerami jechał między innymi prezydent Szczecina. Pierwszy Swing (nr boczny 801) rozpoczął służbę liniową 1 lutego 2011 o godzinie 10:48, podmieniając skład Tatr T6A2 237+238. Dostawy nowych tramwajów spowodowały kasację wagonów Konstal 105N.
Wprowadzenie do eksploatacji Swingów wymusiło zmiany w infrastrukturze i w jej utrzymywaniu. Już przy testach zwracano szczególną uwagę na jakość odśnieżenia torowisk, aby nie uszkodzić osłon wózków o zalegający śnieg, jak to miało miejsce w Warszawie i Gdańsku. Konieczna była także przebudowa niektórych peronów tramwajowych, aby mogły być obsługiwane przez Swingi.
Część krawędzi przystankowych trzeba było wydłużyć, a niektóre odsunąć od osi toru, aby Swingi nie zahaczały o nie osłonami wózków.
Na początku składy obsługiwały tylko linię nr 7, a później również 8. Przebudowę przystanków przy trasie ósemki zakończono w lipcu 2011. Innym problemem, który wymagał dostosowania infrastruktury dla Swinga, było zbyt późne wzbudzanie sygnalizacji świetlnej w miejscach, gdzie system wykrywa pantograf zbliżającego się tramwaju. Problemy były spowodowane tym, że odbierak w Swingu umieszczony jest nad środkowym członem, a w starszych szczecińskich tramwajach jest z przodu, nad kabiną motorniczego.
W połowie 2011 w plebiscycie Głosu Szczecińskiego zostały wybrane dla tramwajów imiona związane z miastem: Szmaragd (Jezioro Szmaragdowe), Pogodny (osiedle Pogodno), Filipinki (zespół wokalny Filipinki), Pionier 1909 (Kino Pionier 1907), Rusałka (jezioro Rusałka) i Różanka (Ogród Różany).
Przebudowa Bramy Portowej rozpoczęta w kwietniu 2012 spowodowała zmiany w organizacji komunikacji miejskiej. Linie 2, 7 i 8, (dwie ostatnie to jedyne, które mogą być obsługiwane przez Swingi), zostały przekierowane na pętlę przy ulicy Potulickiej. Ze względu na zły stan torowiska niskopodłogowe tramwaje były przez ponad miesiąc odstawione w zajezdni.
W 2012 władze Szczecina zamówiły kolejne 22 Swingi. Dostawy rozpoczęto 26 stycznia 2013. 12 marca dwa pierwsze egzemplarze rozpoczęły służbę na linii nr 8. Kolejne 4 zostały dostarczone pod koniec marca, a pozostałe miały zostać dostarczone między październikiem 2013 a marcem 2014. Zgodnie z planem ostatni tramwaj z zamówionych dotarł do Szczecina 29 marca 2014. Na tramwaje udzielono pięcioletniej gwarancji.
Od 14 października Swingi kierowane są również do obsługi linii nr 10, której trasa tego samego dnia uległa zmianie, natomiast od marca 2014, w ramach testów, rozpoczęto weekendową eksploatację Swingów na linii 5. Od 12 maja 2014 Swingi kierowane są do obsługi linii nr 4, która kursuje zmienioną trasą w związku z remontem ulicy Potulickiej.
Wszystkie 28 swingów stacjonuje w zajezdni Pogodno.

### Segedyn

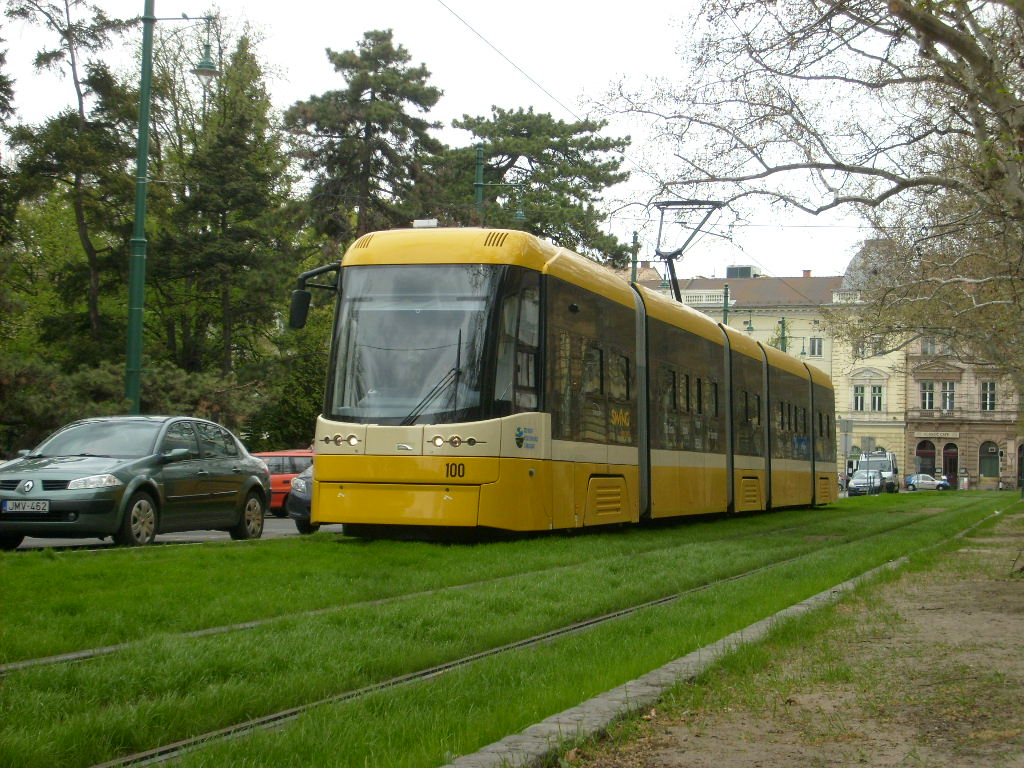
120Nb

Władze węgierskiego miasta Segedyn zamówiły 9 tramwajów typu 120Nb do obsługi linii łączącej dworzec główny z dworcem Rokus. Zakup tramwajów został współfinansowany z funduszy Unii Europejskiej, w ramach jednego projektu wraz z modernizacją torowisk i zakupem trolejbusów. Tramwaje zostały zakupione wraz z 3-letnią gwarancją.
Pierwszy skład został dostarczony przez producenta 30 września 2011, a 5 października odbyła się uroczysta prezentacja. Po zakończeniu testów, w lutym 2012 tramwaje uzyskały homologację na rynek węgierski. Pierwsze trzy pojazdy, po zakończeniu testów i szkoleń, zostały uroczyście włączone do ruchu 2 marca 2012. Ostatni egzemplarz został dostarczony 22 maja. Z tej okazji 26 maja zorganizowano specjalną tramwajową show-paradę.
23 marca, podczas Dnia Przyjaźni Polsko-Węgierskiej, tramwaje zostały uroczyście zaprezentowane.
29 kwietnia 2013 zawieszono eksploatację swingów w Segedynie z uwagi na testy nowego oprogramowania układu napędowego. 15 maja pojazdy zostały ponownie dopuszczone do ruchu.

### Kluż-Napoka

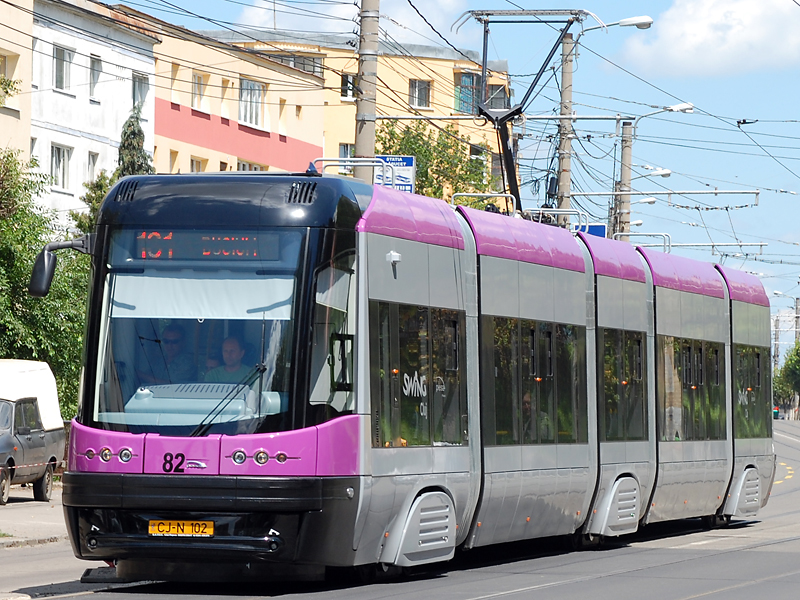
120NaR

27 marca 2012 władze rumuńskiego miasta Kluż-Napoka podpisały z Pesą umowę ramową na dostawę do 12 tramwajów. Pierwszy tramwaj, zgodnie z założonym planem, został dostarczony 30 maja 2012. Pojazd oznaczono numerem taborowym 81, a dodatkowo dostał tablice rejestracyjne CJ-N 101. Kolejny tramwaj dostarczono 7 czerwca. Łącznie w 2012 roku dostarczono 4 tramwaje, do zakupu pozostałych 8, przewidzianych w umowie ramowej, nie doszło. Tramwaje zostały objęte sześcioletnią gwarancją producenta.

### Bydgoszcz

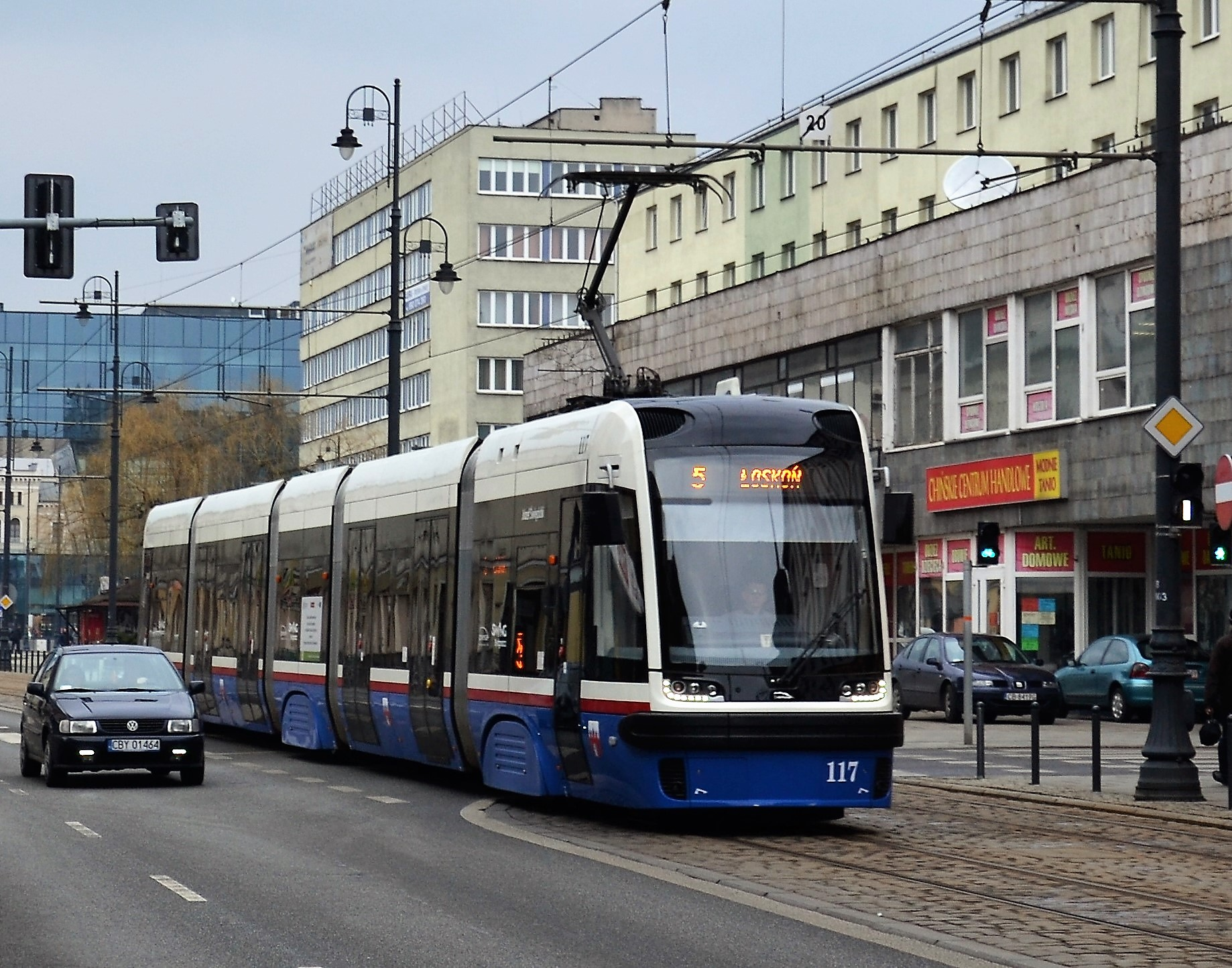
122NaB

22 marca 2011 podpisano czteroletnią umowę ramową na dostawę do 15 Swingów do Bydgoszczy. Pierwsze 2 tramwaje miały zostać zamówione w 2012 roku w ramach budowy dwukilometrowej trasy łączącej dworzec główny w Bydgoszczy z resztą sieci. Kolejne 12 tramwajów miało zostać zakupionych do obsługi budowanej 10-kilometrowej linii tramwajowej do Fordonu. Zakup piętnastej sztuki miał być możliwy jedynie przy nadwyżce budżetowej miasta w czasie obowiązywania umowy ramowej.
Ostatecznie do podpisania właściwej umowy na dostawę 12 tramwajów do obsługi trasy do Fordonu opiewającej na kwotę 109 mln zł doszło 7 sierpnia 2014. 29 października 2014 zaprezentowano tramwaj testowy, odmienny od zamówienia, a dzień później rozpoczął on testowe kursy z pasażerami. Na początku lutego 2015 testowy tramwaj trafił do Grudziądza. 2 października 2015 na pętli przy ulicy Wyścigowej zaprezentowano pierwszy z właściwych tramwajów, dostawy pozostałych miały trwać do końca 2015 roku. Pod koniec października bydgoskie swingi otrzymały homologację. W połowie listopada tramwaj skierowano do testowania nowo wybudowanej trasy do Fordonu. W budowę tramwajów, poza pracownikami Pesy, zaangażowani byli również pracownicy łódzkiego MPK. Na początku grudnia Urząd Miasta ogłosił konkurs, w ramach którego w połowie tego miesiąca wybranych zostało 12 patronów bydgoskich swingów. Do końca 2015, by nie utracić dofinansowania unijnego, 11 niedostarczonych tramwajów zostało odebranych warunkowo. Z tytułu niedotrzymania umownego terminu realizacji zamówienia, za okres od 7 do 19 grudnia 2015, tj. do podpisania aneksu do umowy z wykonawcą, miasto naliczyło Pesie odsetki karne. Ostatecznie uzgodniono, że ich wartość wynosząca około 2 mln zł zostanie uwzględniona w postaci dodatkowego wyposażenia tramwajów.
Ze względu na opóźnienia w dostawach, planowane na 2 stycznia 2016 otwarcie linii do Fordonu odbyło się dopiero 16 stycznia. Urząd Miasta ogłosił plebiscyt na patronów nowych tramwajów – wybieranych spośród wybitnych postaci ze świata sportu, kultury i sztuki, mocno związanych z Bydgoszczą. Na pierwszą jedenastkę patronów wskazano: Mariana Rejewskiego, Mieczysława Połukarda, Leona Wyczółkowskiego, Polę Negri, Jana Biziela, Leona Barciszewskiego, Józefa Święcickiego, Zdzisława Krzyszkowiaka, Ferdinanda Lepckego, Teodora Kocerkę, Jerzego Sulimę-Kamińskiego, Ernsta Conrada Petersona.
Do 5 stycznia 2016 odbiorcy dostarczono 4 tramwaje, a w dniu otwarcia linii do Fordonu dostarczone i gotowe do jazdy były wszystkie zamówione wozy. Wyjechało wówczas 8 z nich.
23 marca 2017 miasto podpisało z Pesą umowę na kolejnych 18 swingów: 15 sztuk 5-członowych i 3 sztuki 3-członowe. W lipcu 2017 Zarząd Dróg Miejskich i Komunikacji Publicznej w Bydgoszczy złożył Pesie ofertę rozszerzenia zamówienia o 3 dodatkowe tramwaje 3-członowe. 31 lipca zakończył się konkurs ogłoszony przez Miasto Bydgoszcz na patronów dla 18 nowych tramwajów. W plebiscycie bydgoszczanie wybrali: Bartłomieja z Bydgoszczy, Witolda Bełzę, ppor. Leszka Białego, Andrzeja Brończyka, Teresę Ciepły, Henryka Glücklicha, Wincentego Gordona, Adama Grzymałę-Siedleckiego, Annę Jachninę, Michała Jagodzińskiego, Kazimierza III Wielkiego, Jana Maciaszka, Zygmunta Mackiewicza, Edmunda Mileckiego, Jeremiego Przyborę, Andrzeja Szwalbego i Emila Warmińskiego.  21 września 2017 tramwaj noszący imię Oskara Pichta, będący pierwszym z zamówionych tramwajów 3-członowych i zarazem pięćsetnym pojazdem wyprodukowanym przez Pesę, odbył pierwszą oficjalną jazdę. Osiemnastego patrona dla jubileuszowego składu "500", na wniosek środowiska niewidomych z bydgoskiego K-PSOSW nr 1, pozakonkursowo wskazał prezydent Bydgoszczy. W chwili prezentacji MZK Bydgoszcz dysponowało łącznie trzema wozami 3-członowymi z tego zamówienia. 5 października wozy te rozpoczęły regularne kursy na liniach nr 1 i 4. 5 grudnia podpisano ostatecznie umowę rozszerzającą zamówienie o 3 tramwaje 3-członowe. Ostatni pojazd miał być dostarczony do 30 września 2018, natomiast faktycznie dostawy zakończono 15 maja 2019; o czasie dotarły tylko krótkie tramwaje. Opóźnienia dostaw poszczególnych wozów wynosiły od 44 do 243 dni, w sumie 2291 dni. Naliczone producentowi kary umowne okazały się jednak zdaniem Sądu Okręgowego w Bydgoszczy zbyt wysokie, w wyniku czego Pesa zażądała od miasta zwrotu ponad 17 mln zł. Dzięki dostawom swingów możliwa była kasacja części eksploatowanych tramwajów Konstal 805Na.
30 czerwca 2023 roku Swing, któremu patronuje Andrzej Szwalbe, zyskał nowy wygląd, dla uczczenia 100. rocznicy urodzin wybitnego działacza kulturalnego. Pesa wykonała na własny koszt, w uzgodnieniu z MZK Bydgoszcz, okolicznościową okleinę tramwaju, z zachowaniem bezpieczeństwa oryginalnej malatury. Czarno-białe grafiki, dla upamiętnienia Roku Andrzeja Szwalbego, przedstawiają symbolicznie jego wkład w życie muzyczne miasta: na burtach widnieją sylwetki gmachów Opery Nova, Filharmonii Pomorskiej i Akademii Muzycznej oraz zarys klawiatury fortepianu.
26 lipca 2022 miasto podpisało Umowę na dostawę 10 tramwajów wraz z opcją na 36 kolejnych sztuk. 21 stycznia 2023 poinformowano o uruchomieniu opcji na dodatkowe 11 sztuk, a 30 marca na kolejnych 19. W nocy z 22 na 23 sierpnia 2023 został dostarczony pierwszy tramwaj. Cały kontrakt na dostawę łącznie 40 niskopodłogowych pojazdów (6 trójczłonowych oraz 34 pięcioczłonowych), zgodnie z umową ma zostać sfinalizowany w 2025 roku. W połowie listopada 2023 tramwaje z zamówienia podstawowego (10 sztuk) były już dostarczone przewoźnikowi, w listopadzie 2024 zamówienie było na półmetku i dostarczonych było 21 z 40 tramwajów, a w marcu 2025 dostarczonych było 40 tramwajów. W kwietniu 2025 roku miasto Bydgoszcz zamówiło jeden długi tramwaj, będzie to 41 tramwaj z umowy z 2022 roku.

### Królewiec

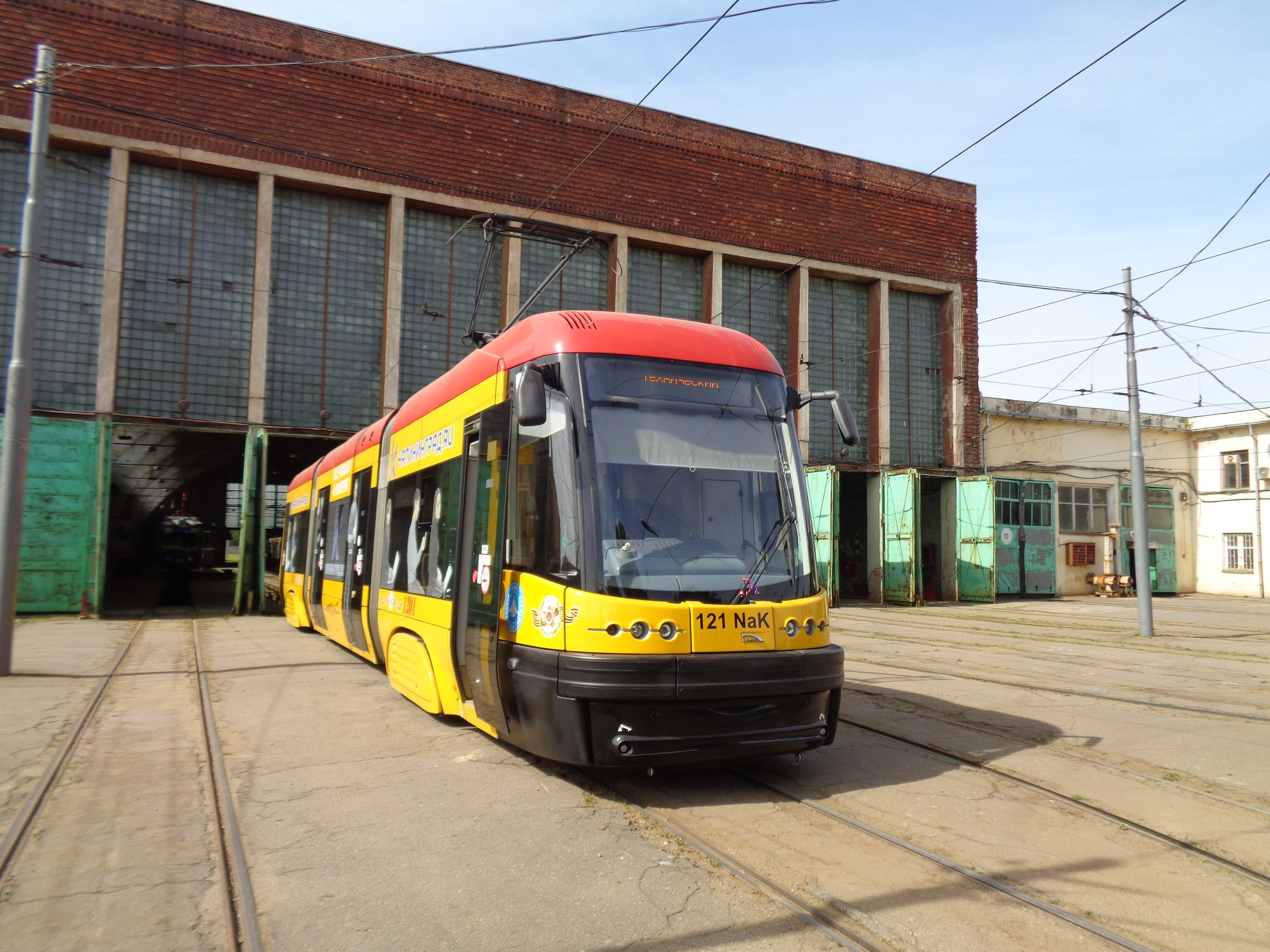
121NaK w zajezdni w Królewcu

Sieć tramwajowa w Królewcu powstała w czasie, gdy miasto należało do Prus Wschodnich. Ma ona nietypowy dla Federacji Rosyjskiej rozstaw szyn 1000 mm i zaprojektowana jest dla wagonów o mniejszej niż zazwyczaj w Rosji skrajni. Uwarunkowane historycznie różnice utrudniają władzom miasta swobodne pozyskiwanie taboru. Konstrukcji nowego modelu dla Królewca miał podjąć się Biełkommunmasz z Mińska. Planowano dostawę prototypu na lato bądź jesień 2012, jednak tramwaju nie zbudowano.
W 2012 Pesa podpisała kontrakt z Królewcem na dostawę 1 Swinga w wersji trójczłonowej, bazującej na wersji warszawskiej, z opcją zakupu kolejnych. 7 października 2012 pojazd został zaprezentowany w Królewcu. Różnicą jest dostosowanie do rozstawu szyn 1000 mm.
Pierwszy pojazd dla Rosjan zaprezentowano 14 grudnia 2012 w Toruniu i 17 grudnia 2012 w Bydgoszczy (miasta te mają, podobnie jak Królewiec, torowiska o metrowym rozstawie szyn). Do Królewca tramwaj dotarł 21 grudnia 2012, a na ulice wyjechał 28 grudnia, na linię nr 5 Bassiejnaja – Miasokombinat.
Tramwaj Pesy został kupiony za ok. 1,5 mln euro po połowie z kasy miasta i regionu. Wagon serii BKM-62103 (ros. БКМ-62103) zaproponowany przez Biełkommunmasz miał kosztować ok. 600 tys. euro. 14 sierpnia 2014 władze federalne zakazały władzom Królewca zakupu kolejnych tramwajów z Pesy.
W czerwcu 2015, po przejechaniu 94 tys. km, królewiecki Swing został odstawiony do naprawy, po której bezpośrednio nie powrócił do eksploatacji. Wagon jest zbyt ciężki, by wjeżdżać na znajdujące się w mieście drewniane mosty w złym stanie technicznym, jak również zbyt szeroki, by pojawić się na przebudowanej ul. 9 Kwietnia. Ponadto po zmianach w organizacji ruchu na al. Leninowskiej tramwaj musiałby jechać pod prąd, aby skręcić w ul. Bagrationa. W związku z powyższym pojazd nie mógł obsługiwać kilku linii. Dwa razy w miesiącu wóz wyjeżdżał na miasto jako przejazd techniczny. Do regularnego kursowania powrócił dopiero latem 2016 roku i z przerwami kursował do października 2019 kiedy rozpoczął się remont ulicy Kijowskiej na czas którego aż do czerwca 2020 stał w zajezdni. Pomiędzy jesienią 2023 a latem 2024 ponownie nie był eksploatowany.

### Sofia

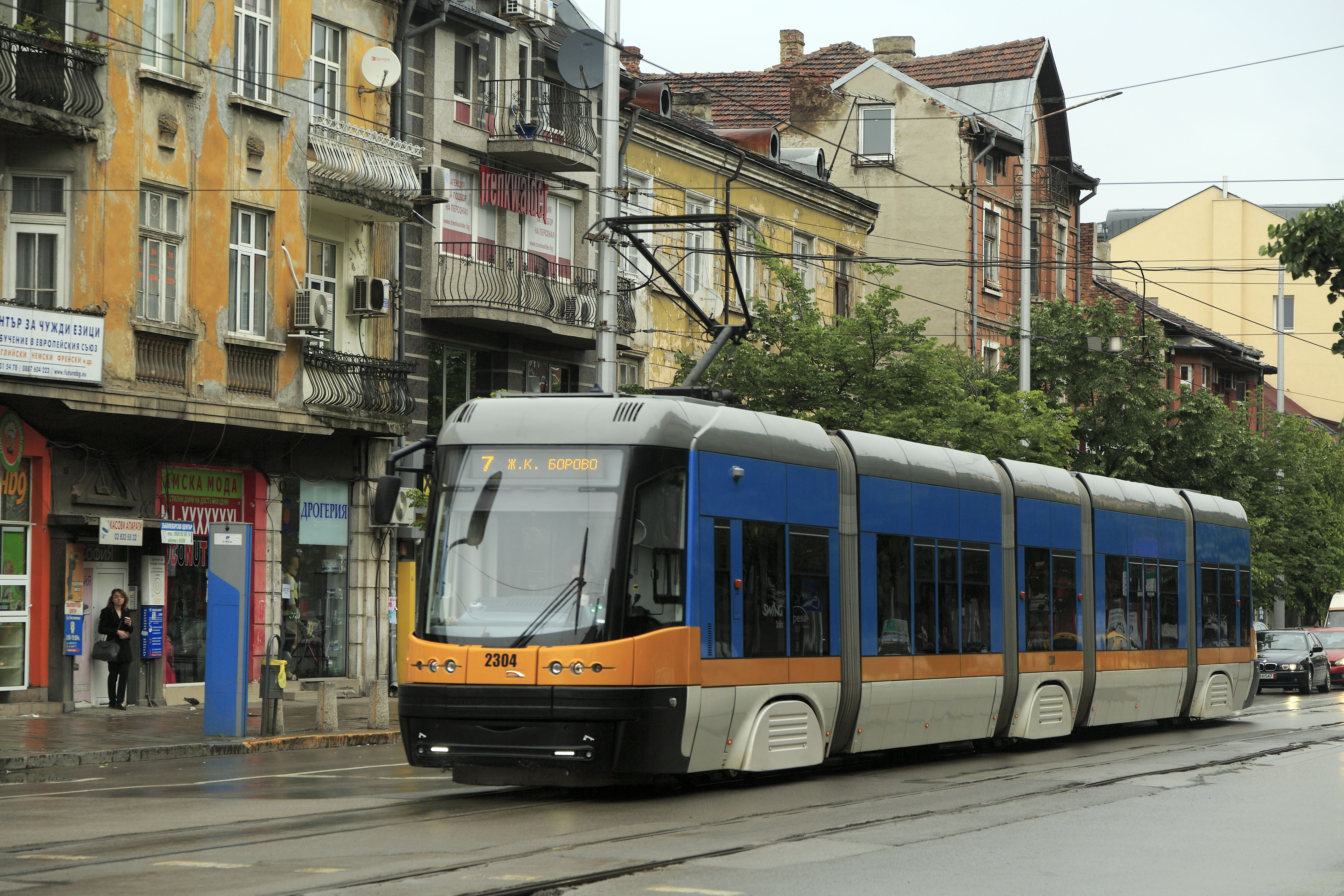
122NaSF

W marcu 2013 sofijski operator sieci tramwajowej Stoliczen Elektrotransport wybrał w przetargu na dostawę 20 tramwajów do obsługi sieci 1009 mm ofertę Pesy z modelem Swing w wersji pięcioczłonowej. Wartość kontraktu to 50 mln euro, z czego 33,2 mln euro to koszt pojazdów, a 16,8 mln euro części zamiennych oraz urządzeń do diagnostyki pojazdów. Stosowną umowę podpisano trzy miesiące później.
Pierwszy Swing dotarł do Sofii w nocy z 18 na 19 listopada 2013, a 29 listopada miał miejsce uroczysty odbiór w zajezdni Krasna Polyana. 13 stycznia 2014 odbyło się oficjalne przekazanie pierwszego Swinga połączone z uroczystym przejazdem z udziałem władz i mediów. Tego samego dnia rozpoczęto również ruch liniowy. Do kwietnia 2014 dostarczone zostały wszystkie zamówione wówczas pojazdy. Tramwaje zostały skierowane do obsługi linii nr 7.
27 stycznia 2016 podpisano umowę na dostawę kolejnych 5 swingów. Ich dostawy rozpoczęły się w czerwcu, zaś w październiku dostarczone były wszystkie tramwaje i odbyła się ich uroczysta prezentacja. Tramwaje zostały skierowane do obsługi linii nr 1.
29 stycznia 2019 podpisana została z Pesą umowa na dostawę 13 tramwajów 122NaSF2. 28 listopada pierwszy swing z tej dostawy wyjechał na tory w Sofii.
W połowie 2020 Pesa złożyła najkorzystniejszą ofertę w przetargu na dostawę kolejnych 25 wozów za cenę ok. 184 mln zł. Ostateczne zawarcie umowy nastąpiło 18 listopada 2021. W wyniku oszczędności miasta zwiększono zamówienie o dodatkowe 4 szt. Łączna liczba w tym pakiecie to 29 szt. Ostatni tramwaj dostarczono 9 lipca 2023.

### Toruń

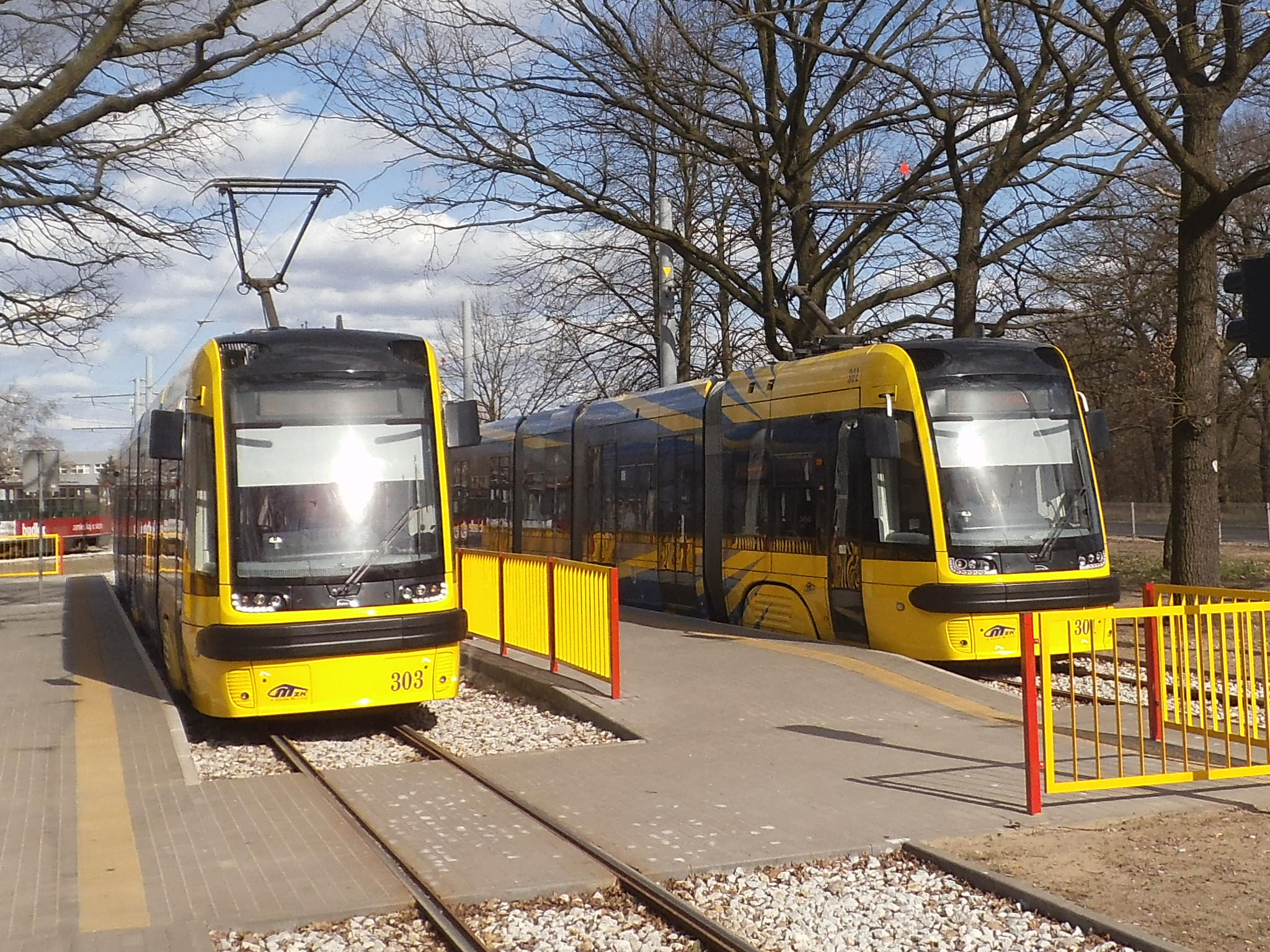
122NbT

18 grudnia 2013 MZK Toruń podpisał umowę z bydgoskim producentem na dostawę 12 tramwajów (6 pięcioczłonowych i 6 trójczłonowych). 30 września 2014 dostarczono pierwszy tramwaj pięcioczłonowy, a 8 października drugi. 27 października swingi rozpoczęły kursy z pasażerami. 8 stycznia 2015 roku dostarczono ostatni pięcioczłonowy tramwaj. 122NbT zostały skierowane najpierw na linie 3 i 4, jednak docelowo (po zakończeniu remontów) przewidziane są na linie 1 i 5. 12 marca dostarczono pierwszy tramwaj trójczłonowy – 121NbT, a 8 kwietnia rozpoczęto jego eksploatację. Dostawy zakończono 8 czerwca 2015. Ten typ jest przeznaczony do obsługi linii 2, 3 i 4.
8 kwietnia 2015 MZK podpisał z Pesą umowę na kolejnych 6 pojazdów – 5 tramwajów dwukierunkowych oraz 1 pojazd techniczny. Według umowy miały one zostać dostarczone pod koniec 2015 roku. W budowę tramwajów, poza pracownikami Pesy, zaangażowani byli również pracownicy łódzkiego MPK. W nocy z 4 na 5 grudnia do Torunia dotarł pierwszy z zamówionych dwukierunkowych swingów, a w nocy z 23 na 24 grudnia ostatni. 22 grudnia producent dostarczył homologację, a 30 grudnia pierwszy dwukierunkowy swing o numerze 313 zadebiutował na linii nr 1.
21 lipca 2020 MZK podpisał z Pesą kolejną umowę, przewidującą w ciągu 2 lat dostawę 5 pięcioczłonowych tramwajów niskopodłogowych o długości 32 m, przeznaczonych do obsługi nowej trasy na Osiedle Jar. Wartość kontraktu to 46.405.101,75 zł brutto. Pojazdy będą wyposażone w klimatyzację, monitoring wizyjny, komputer pokładowy, WiFi, gniazda ładowania USB, biletomaty, zapowiedzi głosowe i wizualne przystanków, system zliczania pasażerów, monitory reklamowe, a podłoga zostanie wyłożona wykładziną antypoślizgową. Pierwszy pojazd z tej dostawy dotarł do Torunia w nocy z 12 na 13 grudnia 2021, a 29 grudnia wyruszył na tory. Ostatni wóz z zamówienia dostarczono 25 lutego 2022.
8 sierpnia 2024 przewoźnik podpisał umowę ramową na dostawę 20 tramwajów. 28 sierpnia MZK podpisał umowę na dostawę 4 tramwajów z opcją na 8 dodatkowych.

### Łódź

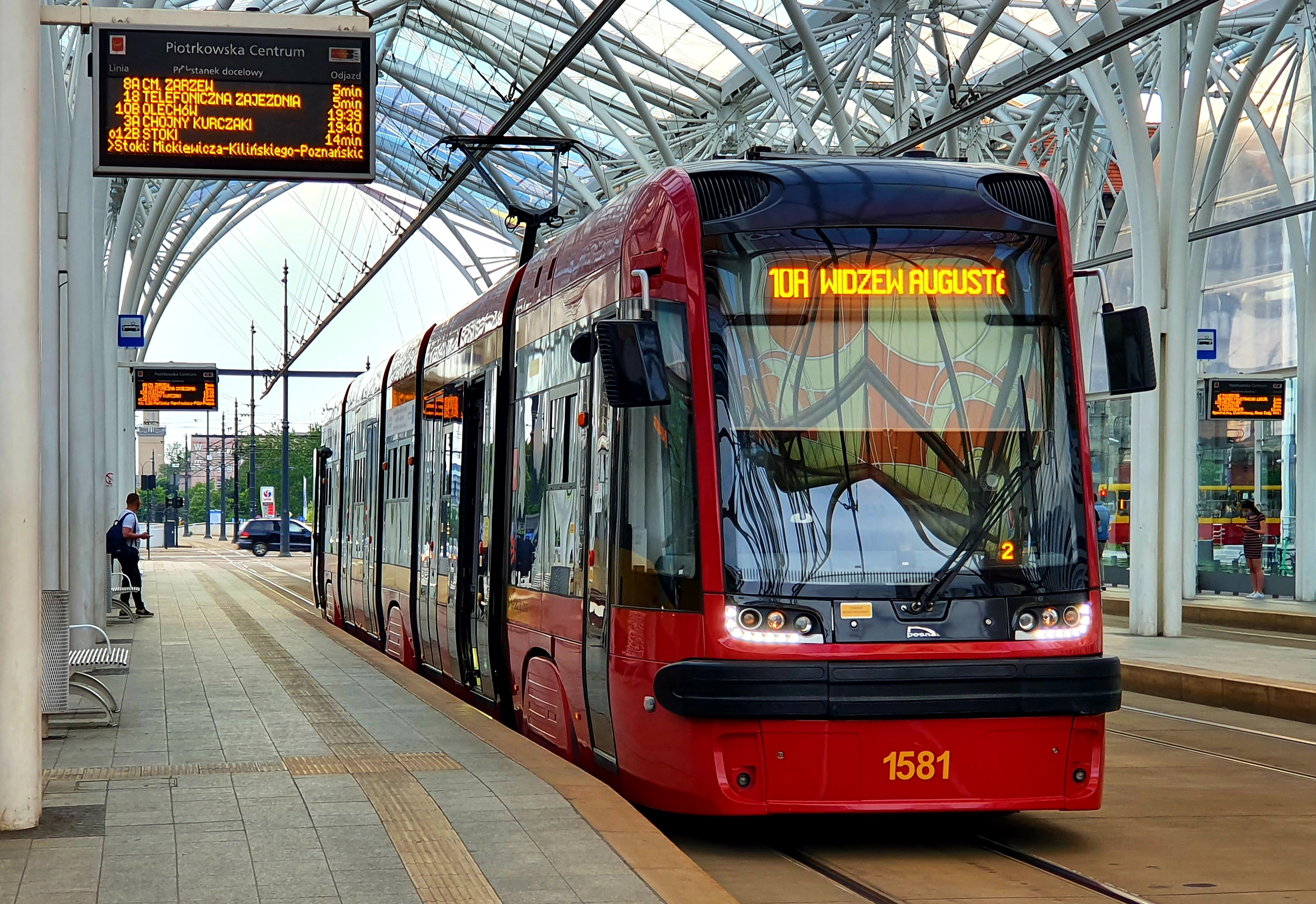
122NaL na przystanku Piotrkowska Centrum

30 grudnia 2014 MPK Łódź podpisało umowę na dostawę 22 swingów. Tramwaje, które zamówiono do obsługi połączenia z Retkini na Olechów, miały zostać dostarczone jesienią 2015 roku. W połowie lipca 2015 poinformowano, że termin sierpniowy był umowny, a zgodnie z podpisaną umową wszystkie pojazdy mają zostać dostarczone do 15 listopada. Wówczas pierwszy egzemplarz był na etapie budowy konstrukcji stalowej i planowano, że jego budowa zakończy się pod koniec sierpnia. Na początku września tramwaj miał zostać poddany procesowi homologacji, a 22 września zaprezentowany na targach Trako, jednakże tak się nie stało. Ostatecznie pierwszy tramwaj dotarł do Łodzi w nocy z 3 na 4 listopada, a w II połowie tego miesiąca uzyskał homologację. Wtedy również producent zobowiązał się do dostawy drugiego egzemplarza do końca miesiąca i rzeczywiście 25 listopada do Łodzi dostarczony został drugi swing. Deklarowano wówczas, że pozostałe sztuki zostaną dostarczone do końca 2015. Na początku grudnia do odbiorcy dotarł 3. tramwaj, do połowy tego miesiąca dostarczono 5 wozów, a tydzień później w Łodzi znajdowało się 7 egzemplarzy, z których 3 były dopuszczone do ruchu. 23 grudnia, w 117. rocznicę uruchomienia tramwajów elektrycznych w Łodzi, swingi rozpoczęły kursy z pasażerami na linii nr 10 biegnącej trasą W-Z. Do 28 grudnia dostarczono 9 egzemplarzy. Dwa dni później MPK zakończyło działania mające na celu finalizację zakupu z zachowaniem dotacji. W Łodzi znajdowało się wówczas 10 sztuk, a pozostałe tramwaje zostały odebrane przez zamawiającego u producenta. Umożliwiło to zachowanie dofinansowania z Unii Europejskiej, która pokryła 80% kosztu zakupu każdego z tramwajów (5 mln zł z całkowitego kosztu jednego egzemplarza wynoszącego 6,2 mln zł netto), pomimo tego, że nie wszystkie pojazdy były wówczas gotowe. Pozostałe tramwaje miały zostać dostarczone do Łodzi w styczniu 2016. Do 5 stycznia 2016 do Łodzi dostarczono połowę zamówionych tramwajów, a w nocy z 29 na 30 stycznia zakończono dostawy. W styczniu okazało się również, że podczas bardziej obfitych opadów śniegu na 4 przystankach linii W-Z może dochodzić do zarysowań nowych wagonów. Na początku lutego wszystkie wozy zostały skierowane do obsługi linii nr 10 biegnącej trasą W-Z. Dzięki dostawom swingów możliwe było wycofanie części tramwajów Konstal 805Na, do listopada 2016 wycofanych zostało 13 sztuk.
24 czerwca 2016 jeden ze swingów popsuł się w okolicach skrzyżowania trasy W-Z z ulicą Kilińskiego. Tramwaj został zepchnięty na nieużytkowany tor na al. Kościuszki, gdzie był naprawiany przez mechaników z MPK. Podczas naprawy tramwaj samoistnie ruszył i przejechał 2,5 km przez miasto bez motorniczego, zatrzymując się wskutek wykolejenia na placu Niepodległości.
3 kwietnia 2017 miasto zamówiło kolejnych 12 swingów z przeznaczeniem do obsługi linii nr 14. Dostawy rozpoczęto w nocy z 21 na 22 stycznia 2018. Przed ostatecznym odbiorem wszystkie tramwaje muszą przejść test 3 tys. km przejechanych bez awarii. 20 marca nowy pierwszy swing rozpoczął obsługę linii nr 14. 15 października upłynął termin dostawy ostatniego tramwaju, dostarczonych wówczas było 9 z 12 pojazdów. Dostawy wszystkich pojazdów ukończono w połowie grudnia. Dzięki dostawom swingów możliwa była sprzedaż części Konstali 805Na.

### Jassy

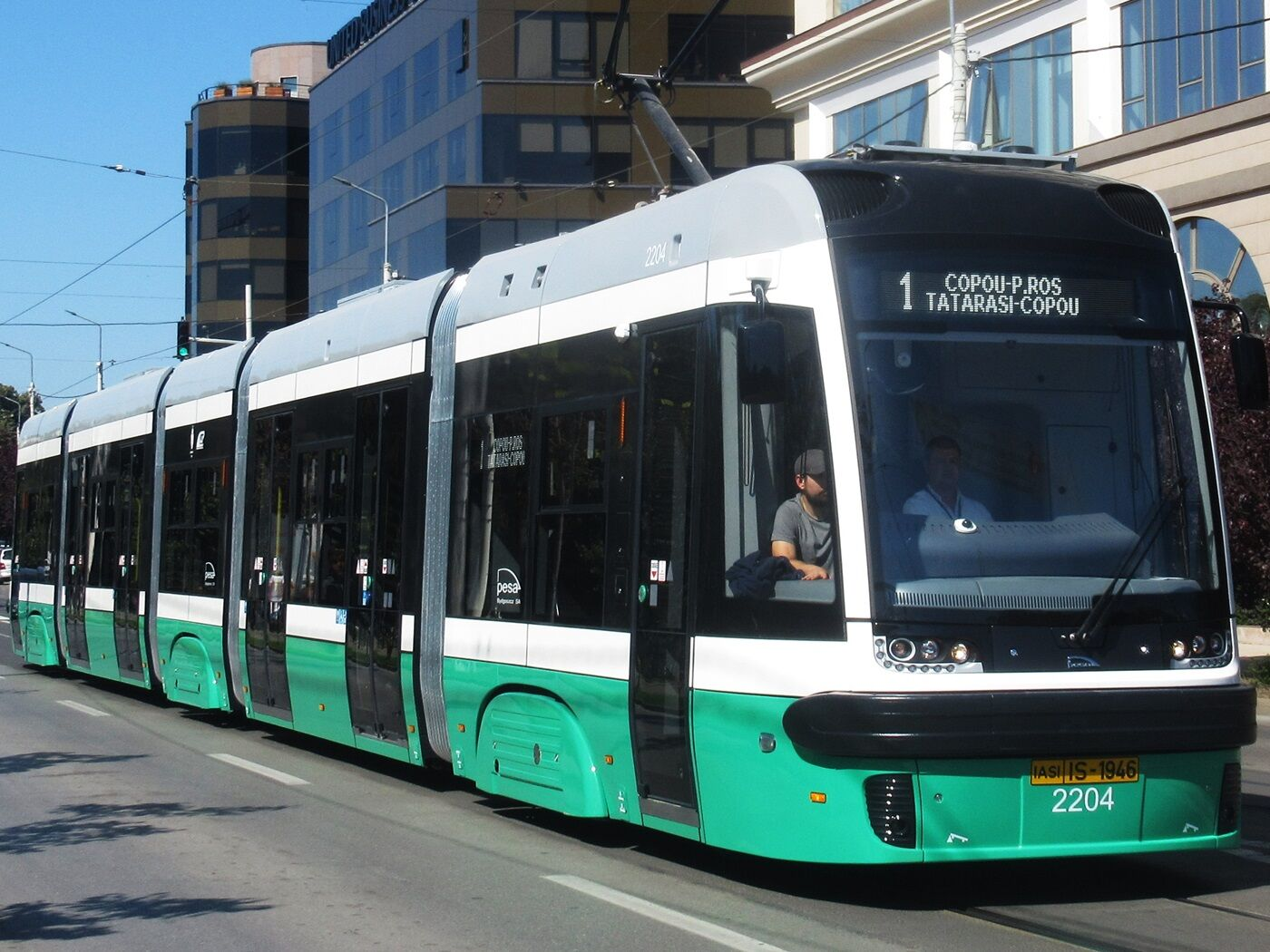
122NaJ w mieście Jassy (2021)

W czerwcu 2020 rumuńskie miasto Jassy podpisało z Pesą umowę na dostawę 16 swingów. W maju 2021 gotowy był pierwszy egzemplarz i rozpoczął on testy w Bydgoszczy. Na początku sierpnia dostarczono dwa pierwsze tramwaje do Jassów, 11 sierpnia jeden z nich rozpoczął testy bez pasażerów, a 9 września rozpoczęły się jazdy z pasażerami. W grudniu 2021 zakończono dostawy.